# ヤッターマン (2008年のテレビアニメ)
『ヤッターマン』（英語表記：Yatterman）は、2008年1月14日から2009年9月27日まで、読売テレビとタツノコプロの共同制作により、日本テレビ系列で全62話が放送されたテレビアニメ。放送時間については#放送形態の節を参照。

## 概要
1977年から1979年にかけて放送されたテレビアニメ『タイムボカンシリーズ ヤッターマン』（以下、本項目では「第1作目」と表記）のリメイク作品であり、タイムボカンシリーズ初のリメイク作品でもある。テレビシリーズとしては通算9作目に当たるが、第1作目を始めとする従来のシリーズ作品とは異なり、タイトルに“タイムボカンシリーズ”を冠してはいない。本作品より、過去のシリーズで用いられたセル画からデジタル制作へと移行し、同時にハイビジョン制作となった。
探し物が第1作目の「4つのドクロストーン」から、本作品では「特定の個数を集めると願いがかなうドクロリング」に変更され、それを探しに各地を巡るのが物語の主軸となっている。また、第1作目との間にはストーリーの繋がりはなく、その他設定面においても様々な点において相違が見られる。
また、第1作目終了後の1997年に発生したポケモンショックの影響でテレビを見る時は部屋を明るくして離れてみるように注意喚起するテロップが冒頭で流れるようになった。

### 放送形態

#### 2008年1月 - 2009年3月（第1話 - 第35話）
開始当初の放送時間は毎週月曜19:00 - 19:30（以下、特記のない限りJST）。その後2008年10月からは放送時間の連続する『名探偵コナン』と共に『アニメ☆7』枠に内包され、さらに11月からは同番組と放映順・スポンサーがそのまま入れ替わり、放送時間も30分繰り下げの19:30ごろ - 20:00とされた。ただし、放送時間変更後の初回となる11月10日放送分の番宣CMでは、従来通り「月曜19:00放送」と案内されていた。
地上デジタル放送では縦横比16:9のハイビジョン放送を採用しており、地上アナログ放送では14:9レターボックス放送となる。日テレプラスでの再放送は地上波の時と異なり、16:9レターボックスで放送している。2008年5月5日放送分よりデータ放送を開始した。
前番組である『結界師』と同様に、オープニング後の提供読みは登場キャラクターが毎週交代で、それぞれの特徴を踏まえた言い回しで行い、スポンサードCM明けに後半パートの途中で提供クレジットを表示し、その後1回入るCMは各局それぞれ異なるスポットCMであった。日テレプラスでの再放送はスポンサーの表示が一切ないため、本編途中での提供クレジット表示も一切ない。
OPはCGアニメーションを使用。次回予告はEDに内包される形式となっている。また第24話 - 第33話までの間、おしおきタイム専用のパート「今日のおしおきコーナー」がED後に設けられた。回によっては、ED前におしおきが執行されることもあったり、省略・カットされたりするケースもあった。

#### 2009年4月 - 9月（※第36話 - 第60話：最終話まで）
2009年4月より、平日19時台に生放送の帯バラエティ番組『サプライズ』が新設されるのに伴い、本番組の放送時間も4月5日放送分より毎週日曜7:00 - 7:30に変更された。同時間帯に自治体の広報番組や、ドキュメンタリー番組などの自社制作番組を放送していた一部の地方局では、この放送時間の変更により途中で打ち切られる可能性があったものの、各局とも自社制作番組の時間帯を移動するなどの措置を行ったり、スポンサーセールスでもネットワークセールス継続となったため、変更前に引き続き全国同時ネットで放送された。放送時間変更前の最後の放送にあたる第35話（2009年3月16日放送分）が、最終回を匂わすタイトルになっているのはその名残りである。
放送時間変更後は第53話 - 第56話と最終話を除き、番組冒頭で「ドクロベエさまからのおねがい」として、テレビから離れて見るように警告して指令後同様に爆発となるお約束が追加された（第36話のみ「ドクロベエからのおねがい」）。またOPはフルアニメーションに変更され、次回予告もED後のミニコーナー終了後に挿入、ナレーションはオモッチャマとネエトンが行った。提供クレジット表示はBパート途中からED曲前に変更され、Aパート終了時とBパート開始時にアイキャッチが入るようになり、CM前後にオモッチャマのカードを当てるゲーム、ED終了後に週替わりの「オマケのコーナー」が新設された。番組内で放送されるCMは全てスポンサーCMとなる。オープニング後の提供読みは登場キャラクターがこれまでのセリフに加え、はじめに「みんなおはよう!」という視聴者への挨拶が加わり、提供読み後には「ヤッターマンがいる限り、この世に悪は栄えない!」のフレーズで締める形とされた。

### 放送休止
元日や大晦日にも放送していた第1作とは対照的に、放送時間変更前までは年末年始・改変期などを中心に放送休止となるケースが多く見られた。長い時には2008年9月上旬から11月上旬にかけて2か月間、これを含めて年間で5カ月以上も休止という異例の編成となり、放送休止が多過ぎる状況にファンから苦言が呈されたこともあった。
1周年を迎えた2009年1月の時点での話数が、限定版を含めても30話程度に留まったのはこうした事情による。この反省点から、放送時間変更後は放送休止が頻発する状況も大幅に改善され、日曜朝の時間帯での休止実例は『24時間テレビ』を放送した2009年8月30日のみに留まった。

### 終了後
番組終了から約2週間後の2009年10月12日には、とちぎテレビで（実質）再放送を開始した。同時期にはCS放送の日テレプラスでも再放送を開始した。
放送枠を移動して約半年後の2009年10月19日には、月曜夜時代の後番組に当たる『SUPER SURPRISE』月曜の「4コマ劇場」で、最終回に登場した「ドロンジョの素顔」が放送された。
本作品はドクロベエ役の滝口順平、そして「三悪」を演じていた小原乃梨子・八奈見乗児・たてかべ和也の4名が揃って出演した最後の作品となった。次回作の『夜ノヤッターマン』からは三悪の声優陣は喜多村英梨・平田広明・三宅健太が、ドクロベエ役はホリが役を引き継いだ。

## 登場キャラクター

### ヤッターマン
第1作目と同様にドロンボー一味の悪巧みを阻止するのが目的の他に、本作品では一般的なレスキュー活動も行っている。2人がヤッターマンになった経緯は作中では明確には語られておらず、第1話から特に説明などはなしに変身している。第1作目のヤッターマンとは完全に別人だが、ドクロベエに記憶を一部奪われたドロンボーに同一人物扱いされることもある。Webアニメ番外編2では初代のヤッターマンの豆知識を聞いていた。
変身方法は第1作目を踏襲しているが、第37話からはアクロバティックなパターンに変化している。
第31話のみミユ（声 - 佐藤聡美）というガンちゃんの遠い親戚の少女がゲストキャラクターとして登場。手先が器用な少女で、基地に残されていたヤッターメカのジャンクパーツをヤッターマン変身パーツに改造。自ら4号を名乗っていた。
高田 ガン（たかだ ガン） / ヤッターマン1号
声 - 吉野裕行（幼少時代 - 滝田樹里<テレビシリーズ> / 平田真菜<劇場版>）
本作品の主人公。愛称は「ガンちゃん」で、メカ作りが好きで手先が器用な13歳の少年。一人称は「俺」。
作中で改善されていくが、第1作目に比べ、普段は怠け者で食いしん坊、優柔不断で乙女心に鈍感な性格になっており、ドロンボー一味のインチキ商売に乗せられて散財してしまうことすらある。1度スイッチが入れば、怠け癖は若干残るものの、第1作目同様の正義の心溢れるヤッターマン1号に変身する。第1作目に比べ、敵であるドロンボーを「人の命には変わりない」と助けることもある。
アイちゃんのためにメカの素を軽量化するなど、優しさを見せることもある反面、乙女心には鈍感で彼女からデートの誘いがあっても、「面倒くさい」や「興味ない」の一言であっさり却下してしまう。おまけにかわいい女性や芸能人に対しては、思わず一目惚れするなど、ミーハーな傾向もあり、その度にアイちゃんからは妬きもちを妬かれる始末で、度が過ぎるとシビレステッキで電撃されることもある。実のところ、彼女をどう思っているのかははっきりと描かれぬままであり、最終話でようやくアイちゃんに告白するも、ヤッタードラゴンが割り込む形で最後まで告白できなかった。しかし、勝利のポーズの後、アイちゃんの手を握り、アイちゃんがそれに応えて握り返してきたことで、お互いの気持ちが通じ合った。
武器のケンダマジックは腰に吊るす形で装備した。
第42話で食べ物の好みが現代っ子寄りではなく、昭和の子供風であること、第56話で鉄道ファンであることが判明している。
上成 愛（かみなり あい） / ヤッターマン2号
声 - 伊藤静
本作品のもう1人の主人公兼ヒロイン。愛称は「アイちゃん」で、ガンちゃんに好意を抱いている13歳の少女。一人称は「私」。話す言葉に「100パー感激」、「メガパー大好き」など「○○パー」を付けるのが口癖。家は第1作目と同様の電気屋さん。第1話で13歳の誕生日を迎え、星占いで山羊座と言っている。
第1作目に比べ、真面目かつしっかり者で面倒見の良い性格になっている。用心深い性格で、ドロンボーのインチキ商売や変装、動向などを真っ先に察知することも多い。ドロンボーを世界を混乱に陥れようとする（実際は違うが）悪人だと思い、彼らを敵視するが、第1作目のように暴言を吐くことはなく、トンズラーにさん付けする。
ガンちゃんに好意を抱いているものの、理屈っぽい物言いと素直じゃない気質のために片思い止まりな点が第1作目と大きく異なり、デートに誘って欲しいなど、様々なアピールを実行しているが、乙女心に鈍感な彼にはなかなか思いが通じず、やきもきする日々を送っている。本人的には第1作目のようなバカップルになりたいと思っているが（彼女の妄想内のガンちゃんは美化している）、結局他の女の子の方へ行ってしまう。最終話でガンちゃんからの告白を受け、その後ガンちゃんから手を握られ、それに応える形で握り返したことでついに想いが通じた。
武器のシビレステッキは腰に吊るす形で装備した。
変身時や決めゼリフの後に目を光らせる他に1号同様に歯が光ったり、ウィンクや投げキッスでハートを飛ばしたりする。
オモッチャマ
声 - たかはし智秋
ヤッターマンをサポートするサイコロ型ロボット。一人称は「ボッチ」、語尾に「〜だコロン」。
第1作目に比べ、少々僻みやすい性格になっており、当初の自分のデザイン画を見つけた際は怒りに震え、口から火を吐くことができ、焼き捨てる場面もあった。目にサーモグラフィーやホログラムを内蔵している以外に、サイコロの目から様々なアイテムやメカの素を出現させることが可能。
第1作目との共通点は多いが、以下のような相違点はある。
- ボディに描かれたサイコロの目が第1作目・『夜ノヤッターマン』では正面が6だったのに対し、本作品では5と配置が異なる。実写版では4であり、4作品で差が生じている。
- ガンちゃんからメカ作りの楽しさを教わったアイちゃんによって作られた。ガンちゃんもデザインしているが、かわいくないとの理由でアイちゃんに却下され、アイちゃんデザインのサイコロ型が採用された。第1作目は高田徳兵衛（ガンちゃんの父親）、実写版はガンちゃん、『夜ノヤッターマン』ではボヤッキーの子孫であるヴォルトカッツェの指導の下でガリナが製作しており、シリーズ4作品全てで異なっている。
- 声にエフェクトがかけられている。
- 電源コードがついており、そこから充電可能。電気が切れかけると、目が回る。

### ドロンボー一味
ドクロリングを集めるため、第1作目と同様にインチキ商売で資金を荒稼ぎしてドロンボーメカを作り、ドクロリングの持ち主（ほとんどが誤報）から手段を選ばず強引に盗もうとする悪党3人組。午後6時になるとタイムカードを押し、時給は80円。ドクロリングの個数は当初は5個だったが、第35話で実は10個必要だったということが判明した。最終話で一度は解散したが、3人とも涙と共に引き返したため、最終話のラストで再結成してインチキ商売を始めた。また、ドクロベエも引き返して「実はドクロリングは50個必要」と指令を与えた。自らの目的のために悪事を尽くす悪党だが、決して人の命を奪うことはせず、劇場版ではパ・ズールと手を組むが、彼の真の目的が世界征服であることを知ると反旗を翻し、パ・ズールの悪事を阻止しようとするなど行動を取る。また、3人とも人間的に妙に真面目な部分もある。さらに、ドクロベエの理不尽なお仕置きに対して、前作に比べ、怒りを見せる描写がほとんどなく、お仕置きポーズである「ドクポンタン」もなかった。
アジトは当初、CGアニメによる豪勢な造りの部屋で、壁に巨大な歯車がゆっくり回るメカ工場と壁が巨大な水槽になって巨大なメカ魚が泳いでいる2パターンがあったが、「最近の物価高で家賃が払えず追い出されたため」第24話から第1作目と同じ汚い外観になった。
OVAの設定が残っていたり、ストーリーフォーマットにツッコミを入れたり、第1作目のことを懐かしがるなど、楽屋ネタを挿むことも多い。番組開始当初ではヤッターマンが登場する掛け声を言う度に「30年前と変わらないね」などと言ったり、第36話で思わずドクボンの前で慌てて控えてしまった際、「31年分染み付いてまんねん」と言ったり、最終話でアルバムメカで第1作目の写真を懐かしく見ていたら「何歳だったっけ?」などと発言しているが、実際はドクロベエが再びドロンボーを利用しようと企むも、過去のこともあり、言うことを聞かない可能性を考え、彼らの記憶を奪ったと発言しているため、32年前の記憶や実年齢などが曖昧なのはそのためである。
ドロンジョ
声 - 小原乃梨子
ドロンボー一味の女性リーダー。
設定上、24歳となっているが、実は30年（最終回で32年）も前から24歳を自称しているが、年齢による衰えを感じ始めており、アンチエイジングに力を入れ、そのことに関しても禁忌となっている。もしも自身がドクロリングを手に入れて叶えたい願いは「永遠の若さと美貌を手に入れて、イケメンと宝石に囲まれたい」。常にペルソナを着用しているため、素顔は明らかになっていない（外したのは映画と最終話のみ）。また、根っからの悪党（ボヤッキー談）ゆえにインチキ商売にはプライドを持っており、段ボール肉まん騒動にジェラシーを感じたり、第18話ではインチキ商売で逆に客から喜ばれてしまったために気分が悪くなった。一方で、第11話ではドクロリング候補だった指輪を結婚式を挙げるカップルに返したことで、ヤッターマン1号（ガンちゃん）から「いい人」と言われている。茗荷谷駅近くの学校に丸ノ内線で通っていたと第21話で判明した。
第35話ではヤッターマン1号（ガンちゃん）と結婚する夢を見た上に、頭も打って本当に好きになったことがある。
第1作目と同様のボンデージ姿のコスチュームに変わりはないものの、本作品では腹部に菱形のくり貫きがあるため、へそを出している。一方、第1作目に見られた火皿がドクロの形をしたキセルは一応所持はしているものの、喫煙シーンや乳首の露出、時代の流れによる放送コードの変化により、見られなくなっている。喫煙しようとしたが、思い留まり、ペロペロキャンディを舐めたこともあるなど、悪事におよびながらも、人間的に妙に真面目な部分も第1作目と変わらず、本作品では仕事が終わると別荘である豪邸に帰宅していたことが明らかになった。
第1作目同様に、ネズミが嫌い。
一度は永遠の美貌を手に入れるため、未来用ドラム式全自動洗濯機型タイムマシンで未来に行こうとしたが、涙が止まらずに「戻る」ボタンを押して引き返し、アジトに戻った際に他の2人と再会した。
小原が『ドラえもん』で声を演じたのび太をイメージするセリフや言動がある。例えば、第24話では、USA学園に『ドラえもん』のしずか風の格好で登場したが、しっくりこなかった。そこで、のび太のような眼鏡をかけようとしたものの、「勘弁して下さい（元ネタのスタッフに）怒られますよマジで」とナレーターに止められた。しかし第59話では、ボヤッキーの依頼を受けて大河原邦男がデザインした「日本アニメ界を敵に回す」メカのデザインを見て「やだ！ドラ〇〇〇」と叫ぶシーンがある。
『ヤッターマン×トウシバ』のwebアニメでは、就寝の際にはネグリジェを着用している。

ボヤッキー
声 - 八奈見乗児
ドロンボー一味のメカ設計開発・作戦担当。
設定上、25歳となっているが、実は30年（最終回で32年）も前から25歳を自称している。もしも自身がドクロリングを手に入れて叶えたい願いは当初は「今より少しハンサムになりたい」だったが、元々ハンサム（と本人は思い込んでいる）なため、願い事から外し、相変わらず女子高生好きで、「全国の女子高生に囲まれたい」になった。同じメカ作りが得意のヤッターマン1号（ガンちゃん）をライバル視する傾向があって、白兵戦で彼と対戦することが多い。
第1作目と同様、ドロンジョに対し、いつもドサクサに紛れてワザと胸を触ったり、シャワーや入浴を覗いたりと、セクハラ行為をすることがあるが、冗談で求婚する描写がない（それでも、ひょんな経緯から女子高生たちにチヤホヤされた時には、悩んだ末に結局ドロンジョを選んでしまう）。第1作目と同様に出べそだが、普段の格好では露出しておらず、指令の後の爆発などで服がボロボロになった際やインチキ商売で腹を露出する格好などで出べそが現れる。また、本作品では「とっかえガン」と呼ばれる銃を腰のベルトに装備した。メカに関しても相変わらず変な拘りがあり、どこか欠陥があったり、余計な物を開発し、その弱点をヤッターマンたちに見抜かれたり、自爆して敗退することが多いが、一方で少ない予算でヤッターメカと互角にやり合うなどの実力はある。
第1作目同様に、福島県会津若松市出身であり、おハナを故郷に残して一流の蕎麦屋になるために上京。『王道復古』では自分の店を持つほどの腕前だったが、本作品では決して良いとは言えず、失敗続きであちこちの蕎麦屋をクビになり、いつしかドロンボー一味の一員となっていた。現在でも副業として「会津屋」という蕎麦屋で働いているが、腕が未熟なため、皿洗いに留まっている。
本作品では「ボヤタク」や「ボヤゆうじ」などに扮して芸能人のモノマネも披露するが、声を演じる八奈見はその由来を知らずに行っていた。
メカ作り以外の得意技は路線バスの降車ボタンを誰よりも早く押すことである。ただし、早過ぎて目的地の手前の停留所で降りてしまうこともあるとのこと。ガンちゃんと同様、第56話で10年以上の鉄オタであることが判明している。
一度はおハナちゃんのいる会津若松に戻って一からやり直すため、E4系に乗車したが、涙が止まらずに郡山駅で引き返し、アジトに戻った際に他の2人と再会した。
『月刊コロコロコミック』では彼が主役のギャグ漫画『ヤッターマン外伝 ボケボケボヤッキー』が連載されていた。

トンズラー
声 - たてかべ和也
ドロンボー一味の怪力・メカ作り補佐担当。
設定上、30歳となっているが、実は30年（最終回で32年）も前から30歳を自称している。もしも自身がドクロリングを手に入れて叶えたい願いは当初は「美味いものを腹一杯食べたい」だったが、ヤッターマン2号（アイちゃん）に一目惚れして「彼女をお嫁さんにする」、その後は「彼女のような素敵なお嫁さんと結婚して毎日美味しいご飯を作ってもらい、幸せな結婚生活を送りたい」になり、白兵戦で彼女と対戦することが多く、またヤッターマン1号（ガンちゃん）を恋敵にしている傾向がある。ドロンジョには頭が上がらず、ボヤッキーみたいなセクハラ行為はしないが、覗き見は一緒にする。第1作目と同様にボヤッキーと同じく出べそだが、普段の格好では露出しなくなった。また、本作品では「ポットガン」と呼ばれる機関銃を腰のベルトに装備した。第32話では『王道復古』同様に副業として芸能プロの売れない演歌歌手のマネージャーをしていることが明らかになった。ボヤッキーを「ボヤヤン」と呼んでいる。ドクロベエも第1作目では「ドクベエはん」もしくは「ドクやん」と呼んでいたが、本作品では他の2人と同様、「ドクロベエ様」と呼んでいる。外見とは裏腹に人が良い部分があり、ワダアッコーにファーストキッスを奪われたヤッターワンに同情したり、花婿の苦労話に感動するなどの一面を見せており、インチキ商売も第1作目のように暴力で脅迫して大金を巻き上げることはしなくなった。関西弁で話し、口癖は｢〜でまんねん｣。
『ヤッターマン×トウシバ』のwebアニメでは2号への恋煩いで食事が喉を通らず、それによりスリムで6頭身の精悍な外見（一人称も「わい」ではなく「僕」）になったが、想いは受け取られず、食欲に負けて元の体型に戻った。
たてかべも小原と同様、『ドラえもん』で声を演じたジャイアンを彷彿とさせる演出がしばしば見られる。音痴である点も共通で、「ボエー」と歌うシーンが何度かある。第12話と第13話の間に放送されたみのもんたとのコラボSPの終盤で「のーびたーっ!」と叫ぶ（その時はトンズラーの顔は原作のジャイアンのようなガチャ目と団子鼻になっていた）シーンがあり、第24話ではUSA学園にジャイアンのコスプレで登場しドロンジョから命令された際「おー！のび・・・あれ、キャラ間違えた」と発言した。
一度は原始時代でモテモテになるため、ボヤッキーが作った過去用タイムマシンで原始時代に行こうとしたが、涙が止まらずにドロンジョと同じく「戻る」ボタンを押して引き返し、アジトに戻った際に他の2人と再会した（この時、2人を「心の友」と称した）。

ドクロベエ
声 - 滝口順平
ドロンジョたちに、伝書メカ経由で指令を与える謎の人物で黒幕。第35話で第1作目同様、カールした髭が特徴の「世を忍ぶ仮の姿」を現していたが、「実はドクロリングが10個必要だった」と言っただけで、相変わらず謎の人物だった。それ以前にもOPでは影で登場しており、限定版第2弾でもそれらしき人物が登場していた。最終話で第1作目のドクロストーンである本当の正体を現し、第1作目同様XYZ星人だった。
ドロンボー一味をそそのかし、ほとんどが誤報のドクロリングの所在を指示して取りに行かせている。第1話から第35話までは、指令の後に「ドクちゃんの豆知識」と称してドクロリングがあるとされる場所や、その回に関係したトリビアを披露してから、第1作目と同様にドロンボー一味の目の前で伝書メカを爆発させる。また、第1作目と同様、「ママより怖いお仕置き」にも趣向を凝らし、例えドロンボー一味が本物のドクロリングを手に入れても、「視聴者サービス」「クイズに不正解」などの理不尽な理由や、情報ミスのお詫びと称して親切に振る舞ったフリをしてお仕置きを執行するのも、第1作目と同様である。一人称は「我輩」だが、ドクボンが登場して以降は「わし」と呼ぶこともある。
しかし、話によっては、限定版第2弾のようにお仕置きを執行せず、ドロンボーの妄想で代わりに挿入された「人間やめて何になる?（『逆転イッパツマン』より）」ではいつものように3人にきつく当たったことや、第31話のようにお仕置きタイムが省略されたこともある。
第1作目とは異なり、ヤッターマンを敵視するどころか、意識しておらず、「ヤッターマンを倒せ」などという指令は一切発しない（ただし、DS版の2作目では毎回負けっぱなしの彼らを見かねて、ヤッターマンにリベンジせよという指令を出し、成功するとヤッターマンにお仕置きをしてトドメを刺してくれる）。ドクロリングハンターの存在も意識しておらず、敗北したドロンボーの中にドクハンのメンバーが紛れていても、構わずにまとめておしおきをしていた。本来、ドロンボーとは面識があるはずだが、自分の目的を手伝わせるため、3人の自分に関する記憶を奪い、自分やヤッターマン（本作品の彼らは第1作目とは別人である）とは初対面となっている（一方で、3人ともドクロベエやヤッターマンに覚えがある節を見せている）。ドロンボーの望みが叶える価値がないと判断し、願いを叶えようとせず（そもそも、ドロンボーの願いが納得できるような願いでも叶えてくれる保証はなかったが）、結果的に彼らは本作品でもドクロベエに良いように利用されただけに過ぎず、ドクボンの望みを叶えるため、この世の欲望を消すため、全世界の人々の願い（心）を奪おうとした。ヤッターマンと直接勝負することになったのは本作品（実写を含めれば2度目）が初めて。最終的にアルバムメカが見せた過去の自分たちに涙しており、その写真には当時の仮の姿も登場している。
孫のドクボンを溺愛している。基本的には腹黒く、ドSでドロンボー一味に対しては厳しいが、孫のドクボンに接する際には常にデレデレの表情になる。ドロンジョからは「孫には甘い」「孫の前では普通のおじいちゃん」などと言われている。特に最終話では全世界の人々の願いを盗もうとしたが、ドクボンがママに会いたいと泣きながら言い出したため、態度を一変してNASUのロケットでXYZ星に帰ったが、ラストシーンで地球に引き返した。ドクボン・ネエトンは指令後の爆発、おしおきを一切受けることはなく、伝書メカが爆発する際に3人の近くにいても、ドクボン・ネエトンを避けるか、バリアを張るので、爆風がかかることすらない。
最終話では捜し求めていたドクロリングは、1年半前（第1話以前）に「散歩に行く」とドクボンに言い残して地球に遊びに来た際に忘れてしまった、ドクロ島に隠しておいた正体を出すための鍵であると判明した。その後、再集結したドロンボー一味に課した「50個のドクロリング収集」（地球から離れるのが嫌になり、何の意味もなく、勝手に増やした）の目的は謎のままである。
謎の人物であるが、作中ではその人となりを窺わせる以下の事柄についても言及されている。
- 花粉症である（第35話で判明）
- エステに行っている（第53話で判明）
- ラーメンが好き（『ヤッターマン×トウシバ』番外編2で判明）で、第1作目でも食べているシーンがあった。

ドクボン
声 - 三瓶由布子
第35話のラストシーンより登場した、ドクロベエの孫で、XYZ星人の少年。
ドクロベエ同様、語尾に「 - だべぇ」をつけて話すが、一人称に関しては「我」（われ）と呼んでいる。第36話以降よりドロンボー一味と行動を共にし、主にドロンボーの監視やドクロリング探しをしている。手に変声機&ドクロリング鑑定装置付きのマジックハンドを持っており、移動する際にはブタ型メカ・ネエトンの背中に乗って移動する。ドクロベエの声を使って彼に成り済まし、指令やおしおきをすることもある。炊きたてのご飯とハンバーグと目玉焼きが大好きで、これらを組み合わせたロコモコに近い「ドクボンドン」がお気に入りである。
ドロンジョたちからは「ボン」「ボンちゃま」などと呼ばれている。幼い姿をしているが、性格はドクロベエと同じく、ドロンボー一味に対してはドSで、祖父であるドクロベエの前では可愛いっ子ぶるなどしたたかな部分があり、第37話ではネエトンと共にドロンボーのメカを乗っ取って目的地へ向かいヤッターマンとの対決に挑んだり、第53話ではドロンボーからメカの操縦指揮を乗っ取って目的地へ向かうという大胆不敵な行動力を併せ持つ（その行動力によって、7個のドクロリングを入手した）。実質後期の黒幕である。
ヤッターマン2号（アイちゃん）のことを気に入っており、第36話ではほっぺたにキスをし、ヤッターマン1号（ガンちゃん）を嫉妬させた。その後もアイちゃんを「娘」と呼び、会うたびに何かしらのアタックを試みるも、アイちゃんはガンちゃん一筋であるため、全く通じない。時には、「ポッポポッポーのチュッチュチュッチュー」などと言ってアイちゃんとのあらゆる妄想を楽しんでいるが、ネエトンからは「寒っ」と言われている。ドロンボーにはドSである反面、アイちゃんに対してはドMな傾向が強く、アイちゃんにシビレステッキなどの攻撃を受けようとも、それすら満足に感じるほどの熱の入れようである。
第58話のラストでアイちゃんを捕らえるが、最終話でアルバムメカに写っていた母親（顔ははっきりと映ってはいないが、ドクロベエとどこか似ている）により「ママに会いたい、ママのハンバーグが食べたい」と気持ちが変わり、アイちゃんを手放した。
時には、行った先で「鰻の蒲焼にかける山椒を買う」、「ブロードウェイ見物」などの私的行動に走ることもある。そのためにドロンボー一味からは、ドクロベエからの指令そのものが、可愛い孫であるドクボンのためにでっち上げられたのではないかと疑われることもある。
第58話で、ドクロリングハンターのボスのドクハンボスであることが判明。

ネエトン
声 - たかはし智秋
第36話（正確には、第35話ED）から登場した、ドクボンが乗っているブタ型メカ。
一見するとブタ型の貯金箱に酷似した外見をしているものの、身体には服、さらに両耳にはイヤリングを着用していて、尻尾の先端はハートの形をしている。一人称は「うち」で「ウザい」、「マジで超（チョー）ムカつくしぃ〜」などのギャル語で話す。本作品におけるメカ系キャラクターでは唯一、声にエフェクトがかけられていない。ドロンボー一味にはネエトンの発言の意図が分かっていないことがある。目から睡眠光線、鼻からドクロマークの鼻息やミサイルを出し、さらに自らの足を推進用ロケットに応用しドクボンを乗せたまま空中を移動することや、自らの尻尾を推進用のプロペラに応用しドクボンを乗せたまま水中を移動することができる。自身のおまけコーナーでは眼鏡を掛けている。
ドクボンがアイちゃんを愛していることに関しては、当初（第36話）は「ボンちゃま、マジパね〜モテ男っす〜」と同調していた。しかし、後にアイちゃんのことを「芋ギャル」と呼ぶなど（ドクボンのドMぶりに辟易したのか）次第に否定的になり、第55話ではドクボンとアイちゃんの結婚式の場から逃げ出し、阻止しようとしたガンちゃんに協力したこともある。ドクボンへの思いは強く、第59話ではダベンキメカを破壊し、ドクボンの前に立ちはだかるヤッターキングに単身で涙ながらに立ち向かった。また、第46話では同じブタ型のメカであるおだてブタに一目惚れされており、ネエトン自身も満更ではない顔をしていた。
キャラクターのモデルは柳原可奈子とされている。

### ドクロリングハンター
略して「ドクハン」。第38話から不定期に登場（正確には5代目OPより、ボスのみ登場）するドクロリングを狙う謎の集団で、本作品の第3勢力。ボスはメダチ兄弟などの「エージェント」にドクロリングを集めるよう命じているが、当初その目的は明らかにされていなかった。第58話でドロンボー一味が集めた9個と、ガッテンが取得した1個が合わさり10個になりボスの目的が達成されたこともあって解散した。
登場する際には、「Dokuroring Hunter」の頭2文字「D,H」を人文字で演じる（ミチルは中間のRingのRも行った）。Hの部分には、ビートたけしの「コマネチ」のようなポーズで極める。エージェントたちは冷たい風が吹き抜けるほど恥ずかしいと思っているが、ボスの命令と忠誠の証として仕方なくやっている（しかし、ガッテンは特に恥ずかしがっていない）。
ドクハンマークは、ドロンボー一味が赤いドクロであるのに対し、左側が黄色・右側が水色のドクロマークである。ボス自身は黄色いドクロである。
ドクボン / ドクハンボス
声 - 三瓶由布子
ドクハンにおける黒幕で、ドクロベエと同様に謎の人物だったが、第58話で正体はドクボンとネエトンであることが判明。
第51話に黄色いドクロ姿で登場しているが、その時から声のトーンは異なるものの、「 - だべぇ」と話し、ドクロリングを本物であるかを判定するためのマジックハンドがドクボンのものと同型だった。また、第58話前半で一人称が「我」、九州新幹線（800系）「つばぺ（TSUBAPE）」に興奮するという子供らしさを見せるなど、ドクボンと思わせる行動が見られた。

セイン・デ・メダチ
声 - 岸尾だいすけ
メダチ兄弟の双子の兄。青い髪が特徴。武器はレイピア。メロンメロン美少年ビームはどんな女の子でもメロンメロンになって何でも言うことをきかせることができるらしいが、ガンちゃん一筋のアイちゃんには通用しなかった。
第58話においてボスやレ・オナラブー・ダベンキと共にダベンキメカに搭乗するが、ボスのドクハン解散の一言の後にメカから放り出される。
ルイ・デ・メダチ
声 - 徳本恭敏
メダチ兄弟の双子の弟。ピンクの長い髪が特徴。兄と同じくイケメン。武器はムチ。普段はマクドナルドでアルバイトをしている。
チルチル・ミチル・ミチタリーヌ
声 - 井上麻里奈
第41話で登場。科学者のような格好で、白衣と眼鏡が特徴。ホットパンツにはドクハンマークが入っている。自身の目的はドクロリングの解析で、願いには無関心のようである。ヤッターマンやドロンボー一味に関してほぼ解析済みだが、ガンちゃんに関しては掴み切れていないところがあった。第41話の最後にガンちゃんの完全解析を誓ったが、結局完全解析には至っていないようである。第58話ではヤッターメカを全滅させるための作戦書をつくり、ドロンボー一味に雷が落ちるなど、ミチルの作戦書どおりに事が運んでいった。普段は社長秘書のアルバイトをしている。
マッスル・ガッテン（マッスル・ガテン）
声 - 堀之紀
第51話で登場。ムキムキの筋肉が特徴。英語交じりで話す。普段は、その名のとおりガテン系のアルバイト（道路工事）をしており、そのヘルメットにドクハンマークが入っている。調子が良い時に「大胸筋、さわってみる？」のように「○○筋、さわってみる?」と言って、その言っている筋を強調してみせるのが癖。ヤッターマンやドロンボー一味からだけでなく、ボスからも「暑苦しい」と嫌われている。第51話では「パワーショベラー」というパワードスーツを装着して、ヤッターモグラやドロンボーメカ（ブルーザーブルドッグ）と戦い、その結果ドクハンで唯一、本物のドクロリングを手に入れた。
第58話では、レ・オナラブー・ダベンキの指示の下でダベンキメカを組み立てており、怪力の特徴と合わせて、トンズラーとほぼ同様の役回りである。なお、第58話では、ワンセグ放送などの字幕で「ガテン」と表記されている。
バーバラ
声 - 一城みゆ希
第55話で登場。占い師であり、老女である。背中にリュックサックのようなものをしょっており、そこにドクハンマークが入っている。「バーバラ　バーバラ　グールグル」という催眠術を唱え、アイちゃんやドロンボーメカ（ウエディングケーキング）を操った。ヤッタージンベエには催眠術が通じなかったものの、電撃攻撃により、ジンベエだけでなく、中にいたワン・ペリカン・アンコウ・モグラを戦闘不能に追い込んだ。普段は竹下通りで占いの母のアルバイトをしている。
レ・オナラブー・ダベンキ
声 - 八奈見乗児
第58話で登場。バーバラが召還したルネサンスにまつわる霊で、顔と声がボヤッキーに酷似している。ドクハンボスはレオナルド・ダ・ヴィンチの霊と思った。メカのコックピットに座るときもボヤッキーと同様に正面から見て右側に座る。ダベンキメカを製造してヤッターメカを全て便器に流し込み全滅させかけたが、ドクハンボスに褒められると「ブタもおだてりゃ木に登る、霊もおだてりゃ天にも昇る」と言って成仏した。その後ダベンキメカはヤッターキングとの激闘の末に破壊される。

### その他
ナレーター
声 - 山寺宏一
タイムボカンシリーズ5代目ナレーター。
シリアスな語り口をしており、おだてブタやゲストキャラクターの声も多く演じており、加えて本作品では全てのヤッターメカも演じている。中には第11話の東国原知事、第28話の美川憲一の役など、芸能人の物真似でも出演している。
「説明しよう!」から始まる台詞など、シリーズ初代ナレーターの富山敬から続く従来のナレーションのスタイルをほぼ継承しているが、時折天然でボケまくるドロンボー一味とヤッターマンたちに鋭いツッコミを入れることがあるほか、『ゼンダマン』の「トミー・ヤマ」の流れを汲む2頭身キャラクター（アフレコ風景が映される時は8頭身で描かれている）として登場したり、ゲスト出演したタレントには「○○さんお疲れ様でした!」とコメントすることもある。
ドロンボー一味からは山寺の愛称である「山ちゃん」と呼ばれており、自身も2頭身キャラクターとして登場した時は「山ちゃん」と名乗っている他、ドロンボーのインチキ商売に協力するなど親しげでノリが良く善悪問わずに接する中立な一面を見せた。
歴代タツノコキャラクター&タツノコメカ
限定版第1弾に三船剛&マッハ号やガッチャマンが、第26話に歴代三悪（マージョ、アターシャ、ドンジューロー、スカドン、コスイネン、ダサイネン）がゲスト出演した以外にも、時折歴代のタツノコキャラクターが通行人や見物人、看板や石像のオブジェなどに紛れてカメオ出演している場面も度々ある。例えば、第1話ではハクション大魔王の石像があったり、第3話ではキャシャーンが描かれたトラックが画面を横切り、第5話ではドロンジョの妄想の中にヤットデタマンのドンファンファン伯爵に酷似した男性が登場（顔は影になっているなど、描写されず）、限定版第1弾では、クイズ番組の出場者として『タイムボカン』の丹平、淳子、ペラ助､チョロ坊、マージョ一味のマージョ、グロッキー、ワルサー、『ゼンダマン』のゼンダマン1号、2号、アマッタン、アクダマンのムージョ、トボッケー、ドンジューロー、ニャラボルタが登場していたり（その内、マージョとドンジューローは前述した第26話に登場した。）、第28話ではドテラマンが描かれたクッションが置かれていて、そばでガンちゃんとアイちゃんがドテラマンの格好をしていた。ガッチャマンは限定版第1弾以前にも、第2話でたこ焼きを食べているシーンや、時折インチキ商売の客や見物人で登場しており、登場回数がもっとも多い。第33話では、男前の仮面、「 - なのら」「おかあたま」と話すなど、ヤットデタマンのコマロ王子にキャラクターがそっくりな豊臣秀頼が登場していた。さらに第59話ではオタスケサンデー号が無人島に漂流しているドロンボー一味に彼らが発注したメカ（ドロンキング）を届ける目的で数秒間だけ登場していた。
ゲストキャラクター
毎回のように様々なゲストキャラクターが登場し、その中には実在する有名人を忠実に再現したキャラクターもいる。声についてもほとんどは本人が担当し、出演者には番組で使用した上北ふたごデザインによる本人のイラストがプレゼントされている。また、作中に登場するメカにも有名人をモデルにしたものがある。「ドロンボーメカ」にはワダアッコー、エドハルミヨン、サチコDX（ディーエックス）など、「ビックリドッキリメカ」にはオマカセメカ、パーメカなど。和田に関しては本人自ら出演をしているわけではないが（声はたかはし智秋が担当）、自身の番組『アッコにおまかせ!』（TBS系列）でワダアッコーのことが紹介された時、たいそう気に入って「原画がほしい」と希望したことから大河原直筆のワダアッコーとヤッターワンの原画が後日プレゼントされた。
出演した有名人は以下の通り。このうち、叶姉妹、みのもんた、トールー、世界のナベアツ、深田恭子、生瀬勝久、ケンドーコバヤシ、エド・はるみは第28話にも「紅白メカ合戦」審査員の出演者として登場しているが、声の出演は無い。
エンドロールで表示される役名は第24話まで声は本人が演出されているものの、実名を少し改変した架空の人物（パロディ）扱いで以下のように表記されていたが、第25話からは「特別出演」と実名で表記されるようになった。
- 叶姉妹（カノウ姉妹）（第7話）
- みのもんた（みのもんいち、みのもんじろう、みのもんざぶろう）、久本雅美（マチャミ）（限定版第1弾）
- ルー大柴（トールー）（第20話）
- 黒瀬真奈美（黒瀬先生）（第24話）
- 世界のナベアツ（本人役・ヤッターマン3号）、さかなクン（本人役）（第25話）
- 深田恭子、生瀬勝久、ケンドーコバヤシ（実写映画版のドロンボー一味）、笹川ひろし（本人役）（限定版第2弾）
- 松村邦洋（当時中日ドラゴンズに所属していた板東英二のものまねをするドロンボーメカ「コーコーQG」、いろいろな人のものまねをする野球解説者）（第26話）
- エド・はるみ（第27話）- 搭乗したドロンボーメカ「エドハルミヨン」はタツノコプロが制作に関わった『新世紀エヴァンゲリオン』のパロディでもある。
- 小林幸子、西尾夕紀（紅白メカ合戦に参加した女性歌手&タレント）、神谷明（次週放送の『名探偵コナン』スペシャルの番宣を兼ねて出演）（第28話）
- 中山秀征、夏目三久（当時日本テレビアナウンサー）（ドロンボー一味のインチキ商売に騙される客）（第39話） - 2009年4月24日放送の『おもいッきりDON!』にてアフレコ模様が放送された。2人は当時の『おもいッきりDON!』の司会者。
- 風男塾（ドロンボー一味のインチキ商売に騙される男子学生）（第47話）

この他にも、限定版第1弾では『ズームイン!!SUPER』のズーミン・チャーミンが登場。第28話では、声の出演はしていないものの、OP・EDテーマを担当したmihimaru GTとET-KINGが登場した。第34話では第1作目でアイちゃん（ヤッターマン2号）を演じた岡本茉利がボヤッキーの恋人のおハナちゃん役、第40話では第1作目でヤッターよこづなを演じた緒方賢一が宇宙飛行士ボーマン役で出演した。
第26話に登場した野球チーム「王子'S」のメンバーは全員が実在する選手のパロディであり、それぞれ
- 「靴下王子（当時ボストン・レッドソックスに在籍していた松坂大輔）」
- 「番長王子（清原和博）」
- 「怪獣王子（当時ニューヨーク・ヤンキースに在籍していた松井秀喜）」
- 「ダルダル王子（当時北海道日本ハムファイターズに在籍していたダルビッシュ有）
- 「メガネ王子（古田敦也）」
- 「ハチロー王子（当時シアトル・マリナーズに在籍していたイチロー）」
- 「トバース王子（ランディ・バース）」

となっている他、長嶋茂雄のパロディキャラクターも登場する。
第33話では実写映画版の主演を務める櫻井翔が映画の宣伝を兼ねておしおき執行中にあいさつをした。
第55話では当時主題歌を歌っていた高見沢俊彦らしき人物がインチキ商売に騙される客として登場しているが、役名は「高見沢さん?」であり、声は高見沢本人ではなく、利根健太朗が担当している。

## 登場メカ

### 武器
ケンダマジック
ヤッターマン1号が使用するけん玉を模した武器。ドロンボーと闘う時の他、人を助けるためのレスキューロープとしても使用する。第1作目や実写版に見られた電撃は本作品では使用していない。
シビレステッキ
ヤッターマン2号が使用する武器。普段は縮めて携帯している。電撃のパワー調節機能が追加された他、第29話以降は変身する前から所持しており、ガンちゃんのミーハーな行為や女性絡みで怒って電撃する場面もある（それ以前の限定版2ではガンちゃんに対して木槌で叩いていた）。
とっかえガン
ボヤッキーが使用する武器。普段は腰のベルトに装備されており、この銃の先を交換するごとにビームガン、マシンガン、ガトリングガン、火炎放射器、ドクロリングを奪い取るハンドアームにもなる。第24話ではコードに繋いでシビレステッキの電気を吸収してドロンボーメカを充電した。
ポットガン
トンズラーが使用する武器。普段は筒状の形で腰のベルトに装備されており、伸ばすと銃口とグリップが出てきて機関銃に変形する。トンズラーは怪力と肉弾戦を得意としており、使用頻度は低い。

### ヤッターメカ
声は全て山寺宏一。

#### 第1作目からのメカ
第1作目から継承されたヤッターメカ。第1作目では後期から出番がなくなったヤッターペリカンやヤッターアンコウの出番が増え、ヤッターワン以上のインパクトのあるキャラクターとなっている。

南多摩駅前のヤッターワンのモニュメント

ヤッターワン
第1作目と同様、ガンちゃんの父親・高田徳兵衛が設計した、個性が強いメカの中で最も汎用性が高く、小回りが利き、他のヤッターメカが登場してからも、出動頻度が高いイヌ型メカ。一人称は「ぼく」。温厚な性格で、語尾に「〜ワン」と付け、口ごもり気味に話す。戦闘ではドロンボーメカの不意を突いた一撃によってパワーダウンし、その後メカの素を食べて逆転することが多い。
基本的に地上戦用のため、水上航行や直立姿勢のままかなりの急勾配を登ったり、車輪をスペシャルパーツに換装して鉄道の線路上を走行したりなど、地球上のどこにでも移動可能。ただし、単体での飛行や水中・地中への潜行は不可能だが、ヤッターペリカンの背中に乗っての飛行も可能。
本作品では当初「アイちゃんの誕生日までには修理して、一緒にドライブをする」という約束を果たすために復活させられたという設定になっているが、ガンちゃんが約束を忘れていたこともあって、誕生日当日になっても未完成のままだったが、アイちゃんのハンカチの匂いで起動したという設定になってしまった。アイちゃんのことが大好きで、口癖も「アイちゃんラブ！」。初期の公式サイトでは「アイちゃん以外の女の子には興味がない」と説明されているが、劇場版では他の雌犬ロボにデレデレする場面があった。
ドロンジョから「でかワンワン」や山寺自身が当時司会を務めていた「おはスタ」に引っ掛けて「おはワンワン」と呼ばれている。
拾ってきたスリッパを集め、穴を掘って埋めるのが趣味。
外見上の相違点は以下の通りだが、基本的な性能は第1作目から変化はなく、チンジャラ砲・放水・骨型メカの素・イヌ型ファンファーレメカもそのまま継承されている。ただし、イヌ型ファンファーレメカは時折ヒゲにサングラスを掛けたり、帽子のデザインが変わっていたりと、バリエーションが存在している。
スペック
- 全長3メートル
- 総重量1.1トン
- 最高時速300キロ
- ガソリンと電気をエネルギーとするハイブリッド仕様。
- メモリー
  - ヤッターワンの頭部に埋め込まれている緑の宝石のような形をしている正義の心の結晶。ヤッターワンの記憶を司り、これがないと本来の力を発揮することができない。映画で初めてその存在が明かされ、またヤッターゼロにも同様に黒い結晶のメモリーが埋め込まれていた。

第1作目との相違点
- 頭のパトランプの形状（第1作目では1灯式、本作品では両端が上向きのワイドランプ）。
- 頭のマフラー、肩、左足の操縦桿（前後だけでなく、左右にも動かせるようになっている）。
- サイレンと操縦桿から手を離して万歳や格闘技ができる（第1作目では戦闘中に手を離す場面はない）。
- 足首に内蔵されている車輪の数（第1作目では片側2輪ずつの4輪、本作品では片側3輪ずつの6輪）。
- ヤッターゼロのメモリーでヤッターキングに変身する（第1作目では第45話で大破して第46話でヤッターキングへと修復される）。

実写版との相違点
- 高速道路を走行の際、ETCを利用できない。

ヤッターペリカン
第1作目と同様、第14話より登場（正確には2代目OPより）。第1作目ではヤッターワンと同様、ガンちゃんの父親・高田徳兵衛が作りかけで放置したものを現代のガンちゃんが完成させたが、本作品では現代のガンちゃんが設計したにもかかわらず、現代の技術で作るのが不可能なために諦めてしまい、未来のガンちゃんの手で完成され、現代のガンちゃんが現代へこっそりと持ち帰ったペリカン型メカ。一人称は「ミー」。初登場時はワイルドな声と口調だったが、それ以降は甲高い声になり、インチキ外国人のような口調で英語を交えて話し、後期からは下らないジョークを言うようになり、自身のおまけコーナーでは英語をダジャレ風に言っている。
当初は指図されることを嫌い、高性能メカであると鼻にかけて旧型のヤッターワンを見下していたが、ドロンボー一味にあっさり騙されたことや、ヤッターワンの持つ正義の心に強く心を打たれたことなどを経て彼を「先輩」と呼ぶようになる。とはいえ、後から作られた自分の方が高性能だと主張してヤッターワンを落ち込ませる姿はその後もたびたび見られる。
次第に離陸前に坂上二郎のギャグ「飛びます、飛びます」と振り付きで言うようになる。
ドロンジョから「ヤッターアヒル（第1作目と同様だが、本作品では一度のみ）」もしくは「コウノトリ」と呼ばれては「ミーはペリカンです！」と激怒した。webアニメでは「何度言えばわかるのですか」と嘆いていた。
最近、ウイングカッターを利用した盆栽にはまっているらしい。
外見上の相違点は新旧で以下の通り新旧ヤッターワンより非常に大きく異なっているが、ドジョウ型メカの素・ペリカン型ファンファーレメカは第1作目のまま継承されている。
スペック
- 全長4メートル
- 総重量2.5トン
- 最高飛行速度マッハ2
- 機能上、宇宙飛行が可能ではあるが、気密性の問題から却下されている。

第1作目との相違点
- 第1作目に比べ、羽根やブースターなど、飛行用のアイテムが増え、飛行モードに変形可能。
- ヤッターワンを背中に乗せ（ライドオン）、サブフライトシステムとして運用可能。
- 両翼にウイングカッター（主翼先端が刀状になっており、飛行モード時にドロンボーメカを一瞬で切り刻む）、背中にペリカン砲（二連装式バズーカ砲）を装備。
- 元々陸海空万能型で、水中に潜れて水中戦も可能だが、ペリカンがモデルのため、息が続かず、水中戦に向いていない。

ヤッターアンコウ
第25話より登場（正確にはアニメ7アバンタイトル部分より）。ガンちゃんが初めて設計と製作の両方を行ったアンコウ型メカ。一人称は「おら」だが、後期からは「ワス」と言うようになった。ガンちゃんと同じ性格で、語尾に「〜ダスー」と付け、東北弁風の方言訛りの言葉で話し、時々方言訛りを交えたラップを披露し、後期からはウツボブースターを機体下部に2機装着して大気圏を突破し、宇宙航行を行い、その状態で大気圏再突入や大気圏内飛行も可能となり、自身のおまけコーナーではサングラスをしている。
芸人のような口調で話を振るため、時には鼠先輩のような感じで登場することもあったり、天津木村のような詩吟（アンコウあるある話）を吟じることがあるなどから、初登場時はガンちゃんから本当に自分の性格かと疑われた。
海に出るときのルートは「ヤッターマン基地」→「ヒミツの水路」→「玉川上水」→「井の頭公園の池」→「神田川の地下調整池」→「新宿の地下鉄（東京メトロ丸ノ内線・副都心線）の下の水路」→「御茶ノ水駅の横（神田川）」→「お台場」となっている。
ドロンジョから「ナマズ（第1作目と同様）」もしくは「ヤッターヒラメ」、トンズラーから「田舎もん」と呼ばれては激怒した。
第57話では昆虫に関連したストーリーにちなみ、「カブトムシヴァージョン」として、カブトムシの格好（アンコウ曰く「おめかし」とのこと）をして登場した。
ガンちゃんが新メカのモチーフをチョウチンアンコウにした理由については「不機嫌なアイちゃんの顔にそっくりだった」からだと（迂闊にも）アイちゃんに話してしまい、その結果として外からヤッターアンコウの装甲がゴムのように引き伸ばされて見えるほどコクピット内で叩きのめされ、またこの回のオチとしてナレーターの山寺からは「ヤッターアンコウは二人の愛の形でもある」と発言した。
外見上の相違点はヤッターペリカンと同様、新旧で以下の通り新旧ヤッターワンより非常に大きく異なっているが、コクピット内の口・あんパン型メカの素・アンコウ型ファンファーレメカは第1作目のまま継承されている。ただし、第31話、第35話、第53話では他のヤッターメカと同様、アンコウ自身の口から食べさせたこともある。また、ハリセンボンズを2機搭載している。
スペック
- 全長5メートル
- 重さ3.2トン
- 最大潜行深度1万メートル

第1作目との相違点
- 第1作目に比べ、コクピットは目の中からヘルメット状の前頭部内に変わり、ヘルメット状の前頭部にはコクピット内投影機能を装備し、目の部分に黒眼が付き、表情が豊かになった。
- ビックリドッキリメカを生み出す際の音楽が異なる。
- 腹部には車輪ではなく、キャタピラ（航行中には格納される）を装備。
- 提灯からのアンコウフラッシュ（webアニメ第11話ではアンコウライトフィーバー）や後部のスクリューを用いた渦巻攻撃を得意技とするようになった（webアニメ第12話ではレーザー光線を装備）。
- 宇宙航行の際にはペットボトルロケット型ウツボブースターが必要（第1作目の第28話では単体だけで月まで向かった）。
- 寒冷地での戦いが苦手（第1作目の第32話および第54話では極地での戦いでも平気だった）。

ヤッターヨコヅナ
第1作目ではレギュラーメカだったが、本作品ではゲストメカとして第27話に登場。名称は「よこづな」から「ヨコヅナ」へとカタカナ表記に変わっている。江戸時代のガンちゃんの先祖である高田岩之介（たかだ がんのすけ）（声 - 菅沼久義）が作った巨大からくりとして登場。木と紙だけで作られたからくり仕掛けの張り子に近い作りのため、鉄製のドロンボーメカ・エドハルミヨンにあっけなく倒された。

#### 本作品のオリジナルメカ
以下、本作品が初出となるメカのみを取り扱う。
ヤッタージンベエ
第36話より登場。ガンちゃんがヤッターメカの目的地への到着時間がそれぞれ大きく異なるという弱点を解消するために開発したジンベエザメ型大型母船メカ。一人称は「わたくし」。非常に涙もろい性格で、語尾に「〜ジーン」と付けて話し、ほとんど戦闘を好まない。これは実際のジンベエザメが人を襲うような生態ではないことと同じである。そのため、テレビシリーズではビックリドッキリメカを作ることはないが、劇場版では特別な時にせんべい型メカの素を食べ、仲間たちとともに戦った。ファンファーレメカは実際のジンベエザメの餌である2匹のオキアミ型で、どちらもトライアングルを鳴らす。
これほどの巨体を置ける場所は基地に無く、そこから格納庫を10キロほど離れた湖付近に設置し、普段はそこで待機している。普段は水の中で過ごしていて、出動時には専用の排水溝が開き、排水を行い、その後「出動できて感動だジーン」と（大量の）涙を流してから出動するので、実際に2回排水している。出動時にはヤッターマン基地がせり上がって発射口が開き、その際風圧で基地周辺の建物や住民に迷惑がかからないよう周辺の信号機を全て赤にして(ただ赤になるのではなく、全てのレンズが赤く点滅する)、空気を上に逃がすための電磁ネットを張る。
大型母船メカの役割を果たすため、内部に他のヤッターメカを搭載可能とし、戦いは1対1の方が感動するという理由から、基本的にヤッターメカは1機しか出動させてくれない。ただし、何らかのサポートはする。
休みの日は太平洋で彼女を探している。
第45話では駐車違反でニューヨークの警察に捕まってしまい、オモッチャマの呼び出しに反応しなかった。
第36話以降ほとんどの回で登場しているが、小回りが利かないこと、宇宙飛行できないことから、出動先が基地のある国分寺近郊の場合（第43話、第46話、第56話）、ヤッターワン（小回りが利かないため）、宇宙の場合（第40話）、ヤッターアンコウで出動している。
スペック
- 全長70メートル
- 総重量50トン
- 最高飛行速度マッハ3

ヤッターモグラ
第39話より登場（正確には5代目OPより）。ガンちゃんが地中用メカ構想段階で「ヤッターモグラ」にするか「ヤッターオケラ」にするか悩みながらこれまでのヤッターメカになかった地中戦用に開発したモグラ型メカ。一人称は「私」もしくは「自分」。かなり根暗かつ理屈っぽい性格で、語尾に「〜ですが、何か？」と付け、ヤッターアンコウほどではないが、基本的に茨城弁および栃木弁風の方言訛りの言葉による敬語で話す。頭にはヘッドライト付きのヘルメットと苦手な光対策用のサングラス、サングラスにはヤッターアンコウと同様のコクピット内投影機能、コクピット内には電子レンジ、鼻先にはドリル、右手にはスコップ、左手にはつるはし、腹部には樽、尻にはシールドマシンを装備している。しかし、本当は静かなところが好きで、土の中や穴掘りは好きではないが、アイちゃんに頼まれた際はやる気を出すこともある。劇場版では他のヤッターメカとともに飛行していた。
メカの素で登場するモグラ型ファンファーレメカを3機、こしょこしょミミズを4機搭載している。メカの素はグラタンの形をしており、コクピット内の電子レンジにグラタン皿ごと入れて食べさせる。ファンファーレを鳴らす際にはヤッターペリカン、ヤッターアンコウと同様、口をラッパみたく鳴らす（第54話ではファンファーレが省略されたため、第39話・第48話・第51話でしか聞くことができない）。ガンちゃんは当初、ミミズ型メカの素という候補も考えていたが、「不気味」という理由で却下し、グラタン型となった経緯がある。
趣味はゲームと日光浴。ゲームの腕はプロ級（ただし、モグラ叩きは苦手。またその際、手をハンマーに変えている）で、オタクっぽいところがある。
第39話で初登場して以来、第51話まで約3か月間出動がなかった。そのためにガンちゃんは出番が少ないために怒るのではないかと気にかけたのだが、「まっいいか」とあまり問題にはしていない。一方、ヤッターモグラも出番が少ないことを気にしていたが、『ドラゴンクエストIX 星空の守り人』にハマっているのであまり気にしなくなった。
スペック
- 全長3.3メートル
- 総重量2トン
- 最高時速90キロ

ヤッタードラゴン（ヤッタードラゴン2.0）
第50話より登場。元々は伝説世界の竜神だったが、現実世界で祠に祀られていた自身の壊れた石像をガンちゃんに直してもらい、その優しさに惹かれ伝説世界へとヤッターマンたちを召喚し、額の勾玉を狙うドロンボー一味に窮地に追い込まれた時、アイちゃんがとっさに与えた骨型メカの素を取り込んだドラゴン型メカ。一人称は「拙者」。喋り方はかなり古風であり、リアクションが大きく、歌舞伎のような言い回しをし、喋るシーンのBGMはその名前から山本正之のプロデビュー作『燃えよドラゴンズ!』のBGMアレンジが使用されている。
現実世界では姿は消えていたものの、ガンちゃんがヤッターマンのマークと竜の髭が彫られた勾玉を持ち帰っていた。その後はヤッターメカ全てが戦闘不能になる（第55話）、ヤッターマンが敗北寸前に追い詰められる（第58話、劇場版）などピンチの時にだけ現れるが、いつでもどこでも出られるわけではなく、その時々の場所や方角、時間の組み合わせ（風水の条件）次第という。メカの素は第1作目に登場したヤッタードジラと同じどら焼き型（第55話で登場）で、腹部のドラゴン型メカはファンファーレの代わりにドラを鳴らす。
元が竜神だったからか、劇場版では落雷を用いたテレポートを披露し、雷を用いた攻撃が使えるような描写も成されていた。
ドロンジョから「へんてこりんなトカゲ」と呼ばれている。
第58話にてダベンキメカの攻撃からガンちゃんを庇って一度消滅したが、最終話では「ヤッタードラゴン2.0（二代目ヤッタードラゴン）」として復活した。本人によるとヤッタージンベエへの搭載も可能となったらしい。

#### ビックリドッキリメカ（ゾロメカ）
各ヤッターメカのピンチに際し、「メカの素」を与えることにより、ヤッターメカの体内で製造され、口からスロープを降りて出現する、毎度姿の異なる小型メカ。小型のまま集団で攻撃する場合と変形合体して巨大なメカに変身する場合がある。
基本的にアイちゃんが「メカの素」を各ヤッターメカに与える設定に変更されている。ただし、限定1時間SPではガンちゃんが「メカの素おかわり」と二つ目を、第12話ではオモッチャマが与えるなどの例外もある。
第1作目と異なり、名称が最初から「ビックリドッキリメカ」に統一され、またメカによってビックリドッキリメカのモチーフが決まっていることもない。一度に複数の種類のメカが出現する場合や複数のヤッターメカが合同で同一種類のメカを出現させる場合もある。
本作品ではCGによるビックリドッキリメカの製造工程も見ることができる。見ることができるのはヤッターワン・ヤッターペリカン・ヤッターアンコウ（第53話のみ）だが、話によっては、尺の都合上、省略されることもある。
基本的にドロンボーメカにトドメを刺すための存在ではあるが、ドロンボー一味の殺害が目的ではなく、彼らを爆発に巻き込む以外に生命の危険が及ぶほどの危害を加えることはない。第10話では例外的にドクロリングとおぼしき物体を拾いに桜島火口におしおき三輪車で侵入したドロンボー一味を救出するため、「シロクマメカ」が出動している。

#### その他のヤッターマンのメカ
ハリセンボンズ
声 - 不詳
ヤッターアンコウに搭載している2機のハリセンボン型メカ。顔がお笑い芸人のハリセンボンに似ていて、「フグじゃねえよ」というツッコミもする。お魚のハリセンボンと同じく膨らむと全身の棘が直立ち、これに刺されたドロンボーメカはあまりの激痛に水面から飛び出してしまう。
こしょこしょミミズ（コショコショミミズ）
声 - 不詳
ヤッターモグラに搭載している4機のミミズ型メカ。名前の通り「こしょこしょ」とくすぐり攻撃をする。ヤッターモグラにとっては数少ない友達でもある。
なお、ワンセグ放送などの字幕では「コショコショミミズ」と全てカタカナ表記となることがある。
ウツボブースター
声 - 徳本恭敏
第40話より登場（正確には5代目OPより）。ガンちゃんが理科の実験で用いたペットボトルロケットをヒントに製作した双子のウツボ型ブースター。2機で「ウツボ!ウツボ!」と言うのが口癖。ヤッターアンコウを宇宙に飛ばすために用いられ、宇宙空間はもちろん大気圏内での運用も可能だが、多少の無理があってコントロールができない。

### ドロンボーメカ
ドロンボーメカ関連の声は、その多くを三浦潤也や徳本恭敏が担当している。第26話では前述のとおり松村邦洋が担当した。

#### ドロンボーの巨大メカ
ドロンボー一味が搭乗して目的地に向かい戦闘により毎回破壊されたり、自爆スイッチで爆破したりするメカ。インチキ商売で得た資金を元に、すべてボヤッキーが設計し、トンズラーの協力を得て製作しているが、第59話で登場する最終決戦メカ「ドロンキング」はボヤッキーが携帯電話で「日本アニメ界を代表するメカデザイナー」大河原邦男にデザインを依頼している。第1作目が基本的にその回に行ったインチキ商売をモチーフにしていたのに対し本作品のドロンボーメカは行き先を意識したデザインをしたメカが多く、話によっては行先にちなんだダジャレが元になったメカも存在する。操縦や攻撃も主にボヤッキーの担当だが、メカによってはドロンジョが攻撃ボタン（時には誤って自爆ボタン）を押したり、トンズラーが武器の動力源（スタミナ切れで次第に攻撃力が落ちる）になっていたりすることがある。ヤッターメカと同様に自我を持ち、独特の掛け声を発するものが多い。その自我ゆえに操縦を受け付けず、独自の習性を発揮することがある。コクピットの背後にはドロンジョ専用のバスルームと、脱出兼ドクロリング鑑定用のおしおき三輪車が常備されている。メカによっては三輪車とは別にドクロリング鑑定機が据え付けられている場合もある。
ときおり第1作目に登場したメカの復刻版が登場しており、限定版第2弾では第1作目の第1話に登場したダイドコロンが、第40話では第1作目の第35話に登場したスカンタコが復刻され、かつて敗れたヤッターメカと再戦（第40話に関しては、おしおきも第1作目と関連した内容が執行された）している。
おしおき三輪車
噴射機構のような物は最後尾に一基のみ備えている。
ハンドル部分のドクロマークはドクロベエとの通信機になっている。このマークはドクロリングの真贋を判定する機能も持っている。

#### ビックリシャックリメカ
ビックリドッキリメカに対抗してボヤッキーが作ったゾロメカで、限定版第2弾、29話、31話、34話、41話、45話、46話、47話、55話、57話で使用した。
第1作目の後期を彷彿とさせる、ゾロメカ同士のアクションが繰り広げられる。ヤッターマン側よりも先に出してゾロメカ戦に移行することも多い。初登場の限定版第2弾では、ヤッターワンの骨型「メカの素」を真似た「悪の素」をドロンボーメカに与えると一度シャックリして、これまた真似たファンファーレ担当のドクロメカが小太鼓を鳴らしてから登場する。これらを解説していたナレータの山ちゃんに「呆れるほどパックてますけど」とツッコミを入れられ、ヤッターマン1号にも「俺たちの真似して!」と言われた。番組後期は、悪の素を使わずにボヤッキーが直接スイッチを押して登場させるパターンが多かった。当初の名称はビックリシャックリメカであったが、第34話ではギックリコッキリメカ、第46話と第47話と第57話ではギックリコレッキリメカ、第55話ではチャッカリコッキリメカと、ボヤッキーの気分で変わるようである。また42話、52話でもゾロメカとは公言されていないものの、顔のついた小型メカを大量に出してビックリドッキリメカに対抗した。

#### コクピットメカ
第1作目からのメカ
第1作目より継承されたコクピットメカ。ボヤッキーによって作られたがいずれも戦いに役に立つことはなく、ほとんどドロンボーの敗北を促している。
おだてブタ（でブタ）
声 - 山寺宏一（予告編第6弾やテレビCM編 - 富山敬）
ヤッターマンでお馴染みのブタ型メカで、第1作目同様にボヤッキーがドロンジョにベタ褒めされて良い気になると、ブタがヤシの木に登って「豚もおだてりゃ木に登る（ごくまれに「ブヒー」と言う回もある）」と水を差し、ボヤッキーをずっこかせる。ドロンボー一味全員や、突っ込むこともある。話のテーマで「毛を植える」など台詞が変化する場合もある。第1作目ではヤシの木をゆっくり登るのに対し、本作品ではヤシの木を駆け登る。また、本作品では首に水色のスカーフを身に着けている。第10話では舞台が鹿児島県だったため、現地の名物の黒豚として登場している。初回から第24話まで毎回欠かさず登場していたが、第25話以降は本作品で新たに生まれたオリジナルメカが登場するようになり、登場が不定期になった。中には、エド・はるみや綾小路きみまろなど有名人のモノマネをするバージョンや、コクピットを突き破りヤシの木に登ったもののへし折ってしまう筋骨隆々のおだてブタだったり、ヤシの木に登らないバージョンがあったり、コックピット以外の場所にも現れるようになった。第46話ではネエトンに一目惚れし、目をハートにしていた。
場面転換でブタが色々なこと（寛ぐ、モノマネ、冒険など）をしながら「で?」（「それで?」の略）というアイキャッチが流れるバージョンもある（表記は「でブタ」）。場面転換で登場する場合、かつての『逆転イッパツマン』の「くちびるメカ」や『タイムボカン2000 怪盗きらめきマン』の「そのコロ」とほぼ同じ役割を果たしている。
また、第55話においてエースコックのシンボルマークである「こぶた」に似た格好で、ワンタンメンを持って「豚もおだてりゃ木にのぼる。ワンタンメン食べる?」と発言したバージョン（←おだてこぶた）もあった。ドロンボーメカが黒毛和牛ならびに焼肉をモチーフにした「ハラミギュターン」が登場した回（第52話）には、焼豚にされてドロンボーらに食されるのがイヤという理由で登場せず、ヤシの木だけが登場し、そこには置き手紙があった。ただし、でブタの方は登場した。第58話では、Aパート終了のアイキャッチで、ガンちゃんに代わり、でブタがヤッターマン1号のコスチュームで登場、けん玉にも「で」と書いてあった。
ドッチラケメカ
声 - 山寺宏一
第1作目の前期でよく登場したメカだが、本作品では数回のみの登場に留まっている。
アクション予報メカ
声 - たかはし智秋
登場頻度についてはドッチラケメカと同様。
お褒めブタ
声 - 山寺宏一
「この世に生まれて幸せだぁね」という台詞が追加。
なげきブタ
声 - 山寺宏一
第1作目とは台詞が異なる。

本作品のオリジナルメカ
第1作目や以降のシリーズ作品には登場しない本作品初のコクピットメカ。これらのメカの登場で、おだてブタの登場が不定期になった。なお、ワンセグ放送などの字幕では、括弧内の名前で表記されることがある。
アフロアヒル（アフダック、アフロダック）
声 - たかはし智秋
紫のアフロをかぶったアヒル型メカ。おだてブタと同じくボヤッキーをベタ褒めすると登場して、「アッハハハ〜ァ」と笑った後、「あ〜ぁ、その気になってやんの」とため息をついて消え去り、ボヤッキーたちをずっこかせる。おだてブタ・でブタ・さよブタと共演するバージョンもある。
ドンビキドクロ（リストラドクロ）
声 - 山寺宏一
コートを着て寒がっている中年サラリーマン風のドクロ型メカ。主にドロンジョが寒いギャグを言ったり、ボヤッキーをベタ褒めすると登場して、「寒い、ふところも寒けりゃ、お前らも寒い」と言って消え去り、ボヤッキーたちをずっこかせる。
ハルウララドクロ（春ウララドクロ）
声 - 徳本恭敏
桜の木の下で一升瓶片手に寝そべっているドクロ型メカ。おだてブタと同じくボヤッキーをベタ褒めすると登場して、「お前ら見てると悪酔いするわ」などと言って消え去り、ボヤッキーたちをずっこかせる。ドクロ型だが、額にはしわがある。
逆さカバ
声 - 徳本恭敏
逆立ちをしているカバ。おだてブタと同じくボヤッキーをベタ褒めすると登場して、「カ〜バ!」（「バ〜カ!」の反対読み）と言って消え去り、ボヤッキーたちをずっこかせる。
さよブタ（佐代ブタメカ、佐代ブタ）
声 - 山寺宏一
赤いスカート姿の三つ編みをしたブタ型メカで、最初からヤシの木に登っているおだてブタのメスバージョン、別名さよちゃん。第1作目のなげきブタと同じく3悪がやられる直前に登場し、「さようなら」と「おなら」をかけた「さよ・おなら」の発言と意味もなく、オナラをする。これを自爆スイッチの起動とも言う。でブタ・アフロアヒルと共演するバージョンもある。

タイムボカンシリーズ他作品からのメカ
第1作目以降のシリーズ作品からカメオ出演的に登場するメカ
ゼンダマンより
コーラスガラス
声 - 山寺宏一
4羽一組のカラス型メカ。最初の大きい3羽は1羽ずつ「ヤルー!ヤルー!ヤルー!」とコーラスの合唱で応援するが、最後の小さい1羽が原作通りの「ヤラレルゾ キットナ!」と敗北を案じさせる一言を言って消え去っていく。8話以降はセリフが多様化している。
オシイ星人
声 - 不詳
第1作目に演出として参加していた押井守がモデル。本来はあと少しで勝てたのに結局負けてしまったり、あまりにも惜しい出来事が起こると歌を唄いながら去っていくメカ。
タイムパトロール隊オタスケマンより
オハヤシ星人
声 - たかはし智秋、伊藤静
顔がチャック付きの財布のような2人1組の宇宙人。最初は「やってみろ!やってみろ!やってみろ!」と舞妓さん風に扇子を煽って応援するが、最後に「無駄だと思うけどやってみろ!」と敗北を案じさせる一言を言って、「チャック!」と口のチャックを閉じて消え去っていく。
ドージョ
声 - 徳本恭敏
ボヤッキーがスイッチ押す際に「ドージョ」と一言言った後に去っていくドジョウ型のメカ。
お笑いカラス
声 - たかはし智秋
3悪がやられる直前に「アッハハハハハハハハ」と笑うだけで何も意味がないメカ。初登場は第16話。
占いママさん
声 - たかはし智秋
今後の戦況を天気予報で占うが、決まってドロンボー一味の敗北を案じさせる内容しか言わない。初登場は第7話。
ソーダチョウ
声 - 不詳
劇場版で登場。
ヤットデタマンより
オロカブ
声 - たかはし智秋
ヤットデタマン以降、怪盗きらめきマンまでの全作品で登場しているメカ。「愚か」と「（野菜の）カブ」をかけた中年女性型のメカ。3悪がヘマをすると登場する。肘掛けがあるバーションとないバージョンの2パターンの絵がある。本作品では作中の他、OP映像にも登場している。
ドレミファオタマ
声 - 伊藤静、たかはし智秋、小原乃梨子
歌を歌った後に、ため息をついて去る、わざわざドロンボー一味の敗北を予言する不吉なメカ。初登場は第16話。
デルデルボーズ
声 - なし
天才ドロンボー'08のPVにドレミファオタマ、オロカブと一緒に登場している。
逆転イッパツマンより
ヤカン
声 - 山寺宏一
目がついたやかん型。3悪がヘマをすると関西弁で「あかん、ヤカン、あかんがなー」と言って沸騰し去っていくメカ。
女子高生メカ
声 - 伊藤静、たかはし智秋、小原乃梨子
ドロンボーメカが攻撃する際に、デスティニーズ・チャイルド風のダンスを踊りながら「いいぞ、いいぞ、ボヤッキー!」「ボヤちゃん最近ヤバくなーい?!」などとボヤッキーを励ます3体の女性型メカ。デザインが現代の女子高生（コギャルを彷彿させる）を意識したものとなっている。第28話では羞恥心の格好で登場した（放送当時、羞恥心が「羞恥心 with Pabo」として『第59回NHK紅白歌合戦』に出場したことにちなんだネタである）。
旧作版のほうも映画版においてハンマーメカから出現した無数のコックピットメカの中にこっそりまぎれて登場している。

## オマケのコーナー
第36話から第58話まで、ED終了後に流れた約30秒間のミニコーナー。以下の中からいずれかが週替わりで放送された。
「暗号でGO!」や「GG（ゴロゴロ）イングリッシュ!」や「ネエトンのギャルゴレ」などのように何回も放送されたものもあれば、「ドロンボーやめて何になる?」や「ヤッタージンベエだもの」などのように1回限りのコーナーもあった。前述の通り、第53話 - 第56話は劇場版映画に関連した内容であった。
ヤッターメカが担当するコーナー
GG（ゴロゴロ）イングリッシュ!
第37話、第43話、第46話、第51話、第57話。ヤッターペリカンによる得意の英語のコーナー。英単語を語呂合わせで覚えようというもの。このコーナーではペリカンは角帽をかぶっている。最終回となった第57話ではヤッタージンベエも登場した。通常は「SEE YOU NEXT TIME!」で締めるが、最終回となった第57話では「SEE YOU AGAIN!」で締めた。
ラップステップジャンプ
第38話、第44話。ヤッターアンコウによる得意のラップのコーナー。毎回異なるオリジナルラップを披露する。はじめに「ラップの基本は言葉のおけつを合わせることダス」と言ってからラップを披露し、最後は「さよなら三角まな板四角ダスダスダスダス…」で締める。
ヤッタージンベエだもの
第49話。ヤッタージンベエが感動を分けてあげようというもの。
ドロンボーが担当するコーナー
暗号でGO!
第36話、第42話、第45話。ドクロベエが出題する暗号をドロンボー一味が解読する。ドロンボーが解読に成功するとその暗号にちなんだ「ママより怖いおしおき」が執行される。
ドロンボーやめて何になる?
第39話。ドロンボー一味が転職を試みるが、結局失敗するオチがつくコーナー。逆転イッパツマンの「人間やめて何になる?」に近い。
かってに世界新記録!
第40話。ドロンボー一味がおそらく誰も挑戦していないであろう世界記録に挑戦し、簡単に新記録を打ち立てようというコーナー。
天才ドロンボーのヤッターマンをやっつけろ!
第41話。オマケのコーナーだけでも、ドロンボー一味がヤッターマンに勝とうというもの。本話では当時発売されていたマクドナルドハッピーセットにちなんだ「ハンバーガー早作り対決」で、ガンちゃん（ヤッターマン1号に変身）とトンズラーが対決したが、トンズラーが材料を全部食べてしまったため、敗れている。
ネエトンのギャルゴレ
第47話、第48話、第50話、第58話。ネエトンによる得意のギャル語のコーナー。登場キャラクターの決め台詞をギャル語に変換する。変換された側はヤマンバなどのギャル風メイクで登場する。このコーナーではネエトンは眼鏡を掛けている。最終回となった第58話はドロンジョに諭され、正しい日本語で話すようになり、最後に「日本語は正しく使おうね!」と訴えてコーナーを締めた。

## スタッフ
一部作画関係者に旧作と共通のスタッフが存在するが、総監督の笹川ひろし、メカデザインの大河原邦男、音楽の神保正明と山本正之以外は、全スタッフが入れ替わった。
- 原作 - 竜の子プロダクション
- 企画 - 成嶋弘毅（タツノコプロ）
- シリーズ構成 - 高橋ナツコ
- メインキャラクター原案 - 天野喜孝
- キャラクターデザイン - 上北ふたご
- メカニックデザイン - 大河原邦男
- 美術監督 - 中村光毅
- 色彩設計 - 斉藤恵（第1話 - 第17話）→永井留美子（第18話 - 第60話）
- 撮影監督 - 入部章
- 編集 - 奥田浩史
- 音響監督 -  清水勝則
- 音響効果 - 加藤昭二、鋤柄務（アニメサウンドプロダクション）
- 音楽 - 神保正明、山本正之、深澤秀行
- 音楽協力 - ユニバーサル ミュージック ジャパン
- チーフプロデューサー - 諏訪道彦（読売テレビ）、田中修一郎（タツノコプロ）
- プロデューサー - 永井幸治（読売テレビ）、栃平吉和（タツノコプロ）
- 監督 - しぎのあきら（第1話 - 第17話）、菱田正和（第18話 - 第60話）
- 総監督 - 笹川ひろし
- OP絵コンテ・演出・作画監督 - さとうけいいち
- ED絵コンテ・演出 - 羽多野浩平
- タイトルロゴデザイン - グラパチ、モギシンゴ
- コンテンツプロデューサー - 斎藤朋之（読売テレビ）、渡邊季之（タツノコプロ）
- 制作 - 読売テレビ、タツノコプロ

## 主題歌
オープニングは第1作目とは異なり、「ヤッターマンの歌」に統一されているが、アレンジと歌手は定期的に変更された。
エンディングテーマは、どれも歌詞中に本作品の内容を直接的に表す言葉がほとんど使用されていないタイアップ色の強いものになっている。

### オープニングテーマ
「ヤッターマンの歌」
作詞 - 若林一郎 / 補作詞・作曲 - 山本正之
編曲・歌 - 音屋吉右衛門（第1話 - 第10話） / レーベル - ドリーミュージック
初代オープニング。原曲とは対照的に、アコースティック・ギター主体のシンプルなアレンジになった。なお、演奏に使用されたギターはギブソン製で、シングルのジャケットでは、ヤッターマンがそのギターを手にした姿が描かれている。
編曲 - NAOKI-T / 歌 - ET-KING（限定版第1弾を含む第11話 - 第17話） / レーベル - ユニバーサルJ
2代目オープニング。軽快でアップテンポなラテン調のアレンジが特徴。シングル「ふたりの歌/ヤッターマンの歌」に収録されている。
編曲 - 深澤秀行 / オリジナルアレンジ - 神保正明 / 歌 - 西尾夕紀（限定版第2弾を含む第18話 - 第28話） / レーベル - コロムビアミュージックエンタテインメント（現：日本コロムビア）
3代目オープニング。通常使用されているものは山本正之の歌唱によるオリジナル（原曲）版に限りなく近いアレンジになっているが、第22話ではCDのカップリングに収録されている演歌調にアレンジされたものが使用された。OP映像の内容は2代目OP全く共通だが、第25話よりヤッターアンコウのカットが追加された。インストゥルメンタル・バージョンがWebアニメの『ヤッターマン×トウシバ』のOPテーマとして使用されている。前述の、第25話『タイムボカンシリーズ 天才ドロンボー』のOPテーマとしても使用された。
編曲 - 成田忍 / オリジナルアレンジ - 神保正明 / 歌 - 腐男塾（第29話 - 第35話） / レーベル - テイチクエンタテインメント / インペリアルレコード
4代目オープニング。先述のET-KINGバージョン同様、軽快なアップテンポ調のアレンジとなっている。本来は本人たちのマキシシングルである「俺の空」のカップリング・ナンバーとして収録。初登場の第29話はOP映像は省略され、テロップだけ流れていた。本格的にOPアニメが加わったのは第30話からで3代目（第25話以降のバージョン）と同じだが最後の一部分（ドロンボーのやられシーン）はカットされている。
編曲・歌 - 高見沢俊彦（第36話 - 第59話） / レーベル - EMIミュージック・ジャパン（現：ユニバーサル ミュージック ジャパン / ヴァージン・ミュージック
5代目オープニング。メタル調のアレンジになっている。OP映像はこれまでとは異なり、1作目の前期OPにやや近似したものとなっている。
この楽曲は本人のダブルAサイドシングルである「VAMPIRE 〜誘惑のBlood〜/ヤッターマンの歌」の2曲目に収録されている。
なお第36話のOPでは、編曲・アーティスト名の表記が高見沢利彦と誤ってクレジットされた。
また第44話から第46話にかけて映像の手直しが加えられたが、第44話・第45話のverはDVDには収録されていない。
編曲 - 神保正明 / 歌 - 山本まさゆき、少年少女合唱団みずうみ（第60話） / レーベル - フライングドッグ
最終話のみのスペシャルオープニング。音源は第1作目のものをそのまま流用しており、OP映像は初代から4代目までのそれを再編集したものとなっている。

### エンディングテーマ
「diverge」（第1話 - 第10話）
作詞 - Hiroko and Mitsuyuki Miyake/Hidemi Ino / 作曲 - Mitsuyuki Miyake / 編曲 - Mitsuyuki Miyake/Takasui Morio / 歌 - mihimaru GT  / レーベル - ユニバーサルJ
初代エンディング。
「皆既日蝕」（限定版第1弾を含む第11話 - 第17話）
作詞 - 秋元康 / 作曲 - 水沢狛江、ババダイスケ / 編曲 - ババダイスケ、JULEPS / 歌 - JULEPS / レーベル - ユニバーサルJ
2代目エンディング。
「恋想曲」（第18話 - 第24話）
作詞 - 黒瀬真奈美、leonn / 作曲 - 籐子、日比野元気 / 編曲 - 河野伸 / 歌 - 黒瀬真奈美 with 12人のヴァイオリニスト レーベル - ユニバーサルJ
3代目エンディング。ED映像はドロンボー一味の視点で描かれた2代目までと異なり、アイちゃんの視点で描かれている。また、ED映像のラストに登場するガンちゃんとアイちゃんのツーショット写真は第32話で登場している。
なお、黒瀬本人は第24話に黒瀬先生としてゲスト出演している。
「今」（限定版第2弾を含む第25話 - 第28話）
作詞 - ET-KING / 作曲・編曲 - ET-KING、NAOKI-T / 歌 - ET-KING / レーベル - ユニバーサルJ
4代目エンディング。ED映像はドロンボー視点に戻り、コミカルな演出が施されている。
「GIVE ME UP」（第29話 - 第35話）
作詞・作曲 - P.Nigro、M.Nigro、M.DeSan Antonio / 日本語詞 - Kanano Kato / 編曲 - Susumu Kawai / 歌 - 玉置成実 / レーベル - ユニバーサルJ
5代目エンディング。4代目ED同様コミカルな演出が施されている。第35話ではED映像がその回のおしおきとなっていた。
「勝つんだ!」（第36話 - 第48話）
作詞・作曲 - ジャジィはなわ / 編曲 - 成田忍 / 歌 - 腐男塾 / レーベル - テイチクエンタテインメント / インペリアルレコード
6代目エンディング。ED映像は第35話のものと共通。
「ZEROからはじめるストーリー」 （第49話 - 第60話）
作詞 - エガワヒロシ / 作曲 - 松井亮太 / 編曲 - 吉田明広 / 歌 - ワカバ / レーベル - 喝采
7代目エンディング。ED映像はガンちゃん視点で描かれている。

### 挿入歌
「天才ドロンボー'08」
作詞・作曲 - 山本正之 / 編曲 - 安部潤 / 歌 - ドロンボー（小原乃梨子、八奈見乗児、たてかべ和也） / レーベル - ユニバーサルJ
限定版第1弾以降、挿入歌としてたびたび使用された（ただし同曲の前奏部分のメロディは第1話の時点からBGMとして使用されている）。基本的に原曲（オリジナル版）に忠実だが、シナリオフォーマットに合わせて歌詞の一節が「ドクロストーン」から「ドクロリング」に変更されている。タイトルの「'08」は発音しない。
シングルカットされ、アニメ史上最高齢ユニット誕生としてニュースになった。ジャケットには、ドロンボー一味の「おしおきポーズ」が描かれている。
第28話のみ小林幸子の歌唱による特別バージョンが挿入された。
最終話のラストシーンにおいても使用された。
「マッハゴー・ゴー・ゴー」（『マッハGoGoGo』より）
作詞 - 吉田竜夫 / 作曲 - 越部信義 / 歌 - ボーカル・ショップ
限定版第1弾で挿入歌として使用された。
「ガッチャマンの歌」（『科学忍者隊ガッチャマン』より）
作詞 - 竜の子プロ文芸部 / 作曲 - 小林亜星 / 編曲 - ボブ佐久間 / 歌 - 子門真人、コロムビアゆりかご会
限定版第1弾で挿入歌として使用された。
「地上の星」（『プロジェクトX〜挑戦者たち〜』より）
作詞・作曲 - 中島みゆき / 編曲 - 瀬尾一三 / 歌 - 中島みゆき
第16話と第26話に挿入歌として使用された。
「-さんあく30年- 君を離さない チュッ☆」
作詞・作曲 - 山本正之 / 編曲 - 安部潤 / 歌 - ドロンボー（小原乃梨子、八奈見乗児、たてかべ和也） / レーベル - ユニバーサルJ
アルバム「ドロンボー伝説'08」に収録。基本的に原曲（オリジナルは『タイムボカン王道復古』のED）に忠実だが、本作品での使用に合わせて歌詞の一節が変更されている。
第59話で挿入歌として使用された。

## 各話リスト
サブタイトルの語尾の「コロン」は、全て黄文字で表記されている。
遅れネット局がないため、日本テレビ系列の無い佐賀県と沖縄県以外の全国で同時放送となった。
- サブタイトル頭の※印は、衛星放送および独立局で再放送されていない回。ただし、限定版1のみチバテレで再放送あり。
- サブタイトル頭の◎印は、ドクロリングが見つかった回。

| 話数    | 放送日         | サブタイトル                                                                                              | 脚本                | 絵コンテ                   | 演出                  | 作画監督                                                                    | 舞台                                                                   |
| ------- | -------------- | --- | ------------------- | -------------------------- | --------------------- | --------------------------------------------------------------------------- | ---------------------------------------------------------------------- |
| 第1話   | 2008年 1月14日 | ヤッターマン誕生だコロン!                                                                                 | 高橋ナツコ          | しぎのあきら               | 剛田隼人              | 井口忠一 橋本敬史（アクション作画監督）                                     | 東京・赤坂                                                             |
| 第2話   | 1月21日        | ナニワのたこ焼王決定だコロン!                                                                             | 高橋ナツコ          | 菊池一仁                   | 荻原露光              | 西城隆詞 川口弘明（作画監督補佐）                                           | 大阪                                                                   |
| 第3話   | 1月28日        | ※◎バカデミー賞を獲るのだコロン!                                                                           | 加藤陽一            | しのゆきひろ               | しのゆきひろ          | 高橋和徳                                                                    | 米カリフォルニア州 ハリウッド                                          |
| 第4話   | 2月4日         | 北の国キャラ2008だコロン!                                                                                 | 平見瞠              | 石屋義畝                   | 鈴木清崇              | 草間英興 後藤圭佑                                                           | 北海道・札幌                                                           |
| 第5話   | 2月11日        | ※王子とチョコレート城だコロン!                                                                            | 武上純希            | 中村憲由                   | 矢花馨                | 古池敏也                                                                    | チェコ・プラハ                                                         |
| 第6話   | 2月18日        | 花の都のファッションだコロン!                                                                             | 本田雅也            | 大庭秀昭                   | 大庭秀昭              | 高木信一郎                                                                  | フランス・パリ                                                         |
| 第7話   | 2月25日        | セレブ姉妹もつらいよだコロン!                                                                             | 渡邊大輔            | 鈴木幸雄                   | つるやまおさむ        | さいとうもも 崔富京（作画監督補佐）                                         | モナコ                                                                 |
| 第8話   | 3月3日         | ◎おだいばテレビに潜入だコロン!                                                                            | 加藤陽一            | 中村憲由                   | 萩原露光              | 西城隆詞                                                                    | 東京・お台場                                                           |
| 第9話   | 3月10日        | オタンカーメンの呪いだコロン!                                                                             | 平見瞠              | 中村憲由                   | 矢花馨                | 飯田宏義 古池敏也                                                           | エジプト                                                               |
| 第10話  | 3月17日        | タイガードラマーアツヒメだコロン!                                                                         | 武上純希            | しのゆきひろ               | しのゆきひろ          | 高橋和徳                                                                    | 鹿児島                                                                 |
| 第11話  | 4月14日        | ドロンジョ様はお年頃だコロン!                                                                             | 高橋ナツコ          | 玉川真人                   | 玉川真人              | 井口忠一                                                                    | 宮崎                                                                   |
| 第12話  | 4月28日        | オモッチャマ危機一髪だコロン!                                                                             | 本田雅也            | 西本由紀夫                 | 西本由紀夫            | 渡部圭祐                                                                    | 米ネバダ州 ラスベガス                                                  |
| 限定版1 | 5月5日         | ※今夜限りのドロンボーVSみのもんた アナタも一緒に脳力対決! ガッチャマンやマッハ号も登場スペシャルだコロン! | 加藤陽一            | 大庭秀昭 鈴木幸雄 中村憲由 | 大庭秀昭 しのゆきひろ | 井口忠一（総作画監督） 宍戸久美子 高橋和徳 高田晃 錠前龍治                  | 東京・港区汐留日本テレビ                                               |
| 第13話  | 5月12日        | ぶらり巣鴨のカリスマだコロン!                                                                             | 渡邊大輔            | 古川順康                   | 萩原露光              | 川口弘明                                                                    | 東京・巣鴨                                                             |
| 第14話  | 5月19日        | ヤッターペリカン登場だコロン!                                                                             | 武上純希            | 中村憲由                   | 鈴木清崇              | 羽山賢二                                                                    | 地球・石器時代                                                         |
| 第15話  | 6月16日        | ヤッターメカが仲間割れ?だコロン!                                                                          | 高橋ナツコ          | 中村憲由                   | 小林浩輔              | 古池敏也                                                                    | 神奈川・横浜                                                           |
| 第16話  | 6月23日        | 悟空探しはゴクウロウだコロン!                                                                             | 武上純希            | しのゆきひろ               | しのゆきひろ          | 高橋和徳                                                                    | アノ（中）国                                                           |
| 第17話  | 6月30日        | お宝鑑定ならプライスレスだコロン!                                                                         | 平見瞠              | さいとういたる             | 青柳宏宣              | 相坂ナオキ 山崎正和 井口忠一                                                | 石川・金沢                                                             |
| 第18話  | 7月7日         | OLD DAYS下町の夕日だコロン!                                                                               | 武上純希            | 玉川真人                   | 上村泰                | 井口忠一                                                                    | 東京・ 千住のお化け煙突付近 （昭和30年代）                             |
| 第19話  | 7月14日        | ※無人島でブータレキャンプだコロン!                                                                        | 池田眞美子          | 榎本守                     | 榎本守                | 中武学 羽山賢二（作監協力） タカハシアキラ（作監協力） 草間英興（作監協力） | 無人島                                                                 |
| 第20話  | 7月28日        | 崖っぷちのトールーだコロン!                                                                               | 高橋ナツコ          | 佐藤照雄                   | 佐藤照雄              | 戸部敦夫                                                                    | 神奈川・江の島                                                         |
| 第21話  | 8月4日         | ※はりきりホッター魔法の宝だコロン!                                                                        | 平見瞠              | しのゆきひろ 鈴木幸雄      | 中島豊秋              | 高橋和徳                                                                    | 茨城・つくば                                                           |
| 第22話  | 8月11日        | ご当地ヒーロー大活躍だコロン!                                                                             | 渡邊大輔            | 山崎和男                   | 雄谷将仁              | 川口弘明                                                                    | 香川・琴平                                                             |
| 第23話  | 9月1日         | ※クリスタルスカル発見だコロン!                                                                            | 武上純希            | 中村憲由                   | 小林浩輔              | 古池敏也                                                                    | 東京・浅草                                                             |
| 第24話  | 9月8日         | USAの選挙は大接戦だコロン!                                                                                | 渡邊大輔            | 菱田正和                   | 上村泰                | 井口忠一                                                                    | 大分・宇佐(USA)                                                        |
| 第25話  | 11月10日       | ヤッターアンコウ登場だコロン!                                                                             | 高橋ナツコ          | 菱田正和                   | 羽多野浩平            | 草間英興                                                                    | 海底                                                                   |
| 限定版2 | 11月24日       | ※今夜限りのドロンボーVSドロンボー! 生瀬・ケンコバ・深キョンにあのヒーローも 登場スペシャルだコロン!       | 加藤陽一            | 菱田正和                   | 上村泰 中島豊秋       | 井口忠一（総作画監督） 高橋和徳                                             | 東京・日活スタジオ                                                     |
| 第26話  | 12月1日        | 歴代三悪オールスター勢揃いだコロン!                                                                       | 本田雅也            | 中村憲由                   | 矢花馨                | 古池敏也                                                                    | 兵庫・西宮 甲子園球場（の隣）                                          |
| 第27話  | 12月8日        | ◎決戦エド・はるみ江戸でグーだコロン!                                                                      | 武上純希            | 大久保政雄                 | 大久保政雄            | 高橋和徳                                                                    | 江戸・神田明神下 （江戸時代）                                          |
| 第28話  | 12月15日       | 年末SP紅白メカ合戦は大混乱だコロン!                                                                       | 渡邊大輔            | 山崎和男                   | 榎本守                | 中武学                                                                      | 東京・渋谷 （エヌマルケーホール）                                      |
| 第29話  | 2009年 2月2日  | フィギュアスケート女王決定だコロン!                                                                       | 本田雅也 菱田正和   | 羽多野浩平                 | 羽多野浩平            | 井口忠一                                                                    | スケート選手権の会場                                                   |
| 第30話  | 2月9日         | ◎バレンタインは工場見学だコロン!                                                                          | 渡邊大輔            | 中村憲由                   | 矢花馨                | 古池敏也 細川修平 井口忠一                                                  | コブタのマーチ工場                                                     |
| 第31話  | 2月16日        | アイちゃんに恋のライバル?だコロン!                                                                        | あかほりさとる      | 石踊宏                     | 山岡実                | 高橋和徳                                                                    | 北海道・マチュー湖                                                     |
| 第32話  | 2月23日        | 実録!?ドロンボー密着24時だコロン!                                                                         | 加藤陽一            | 鈴木清崇                   | 松尾慎                | 後藤圭佑                                                                    | 東京                                                                   |
| 第33話  | 3月2日         | なんでやねん!大阪が首都?だコロン!                                                                         | 武上純希            | 石平信司                   | 鈴野貴一              | 渡辺奈月                                                                    | 大阪・大坂城 （大阪夏の陣）                                            |
| 第34話  | 3月9日         | うそっ!ボヤッキーが引退?だコロン!                                                                         | 渡邊大輔            | 阿部雅司                   | 中島豊秋              | 高橋和徳                                                                    | 福島・会津若松                                                         |
| 第35話  | 3月16日        | ◎さらばドロンボーついに解散だコロン!                                                                      | 高橋ナツコ          | 佐藤真人                   | 榎本守 山崎和男       | 中武学 草間英興                                                             | 東京・東京湾                                                           |
| 第36話  | 4月5日         | 緊急出動!ヤッタージンベエだコロン!                                                                        | 高橋ナツコ          | 山崎和男                   | 松園公                | 井口忠一                                                                    | ドイツ・バイエルン州 フュッセン （ノイシュヴァンシュタイン城の隣）     |
| 第37話  | 4月12日        | ◎ドクボンのヒマラヤ探検だコロン!                                                                          | 渡邊大輔            | 中村憲由                   | 徳本善信              | 古池敏也                                                                    | ヒマラヤ山脈                                                           |
| 第38話  | 4月19日        | 新たなる敵ドクロリングハンターだコロン!                                                                   | 武上純希            | 石平信司                   | 鈴野貴一              | 渡辺奈月                                                                    | イタリア・ヴェネト州 ヴェネツィア                                      |
| 第39話  | 4月26日        | どうもモグラですが何か?だコロン!                                                                          | 加藤陽一            | 石踊宏                     | 中島豊秋              | 高橋和徳                                                                    | ペルー・クスコ県 マチュピチュ遺跡                                      |
| 第40話  | 5月3日         | 宇宙飛行士はホームシック?だコロン!                                                                        | 武上純希            | 江上潔                     | 堀内直樹              | 川口弘明                                                                    | 宇宙                                                                   |
| 第41話  | 5月10日        | 第2のドクハン!ハワイでアロハだコロン!                                                                     | 赤尾でこ            | 佐藤真人                   | 佐藤真人              | 青野厚司                                                                    | 米ハワイ州                                                             |
| 第42話  | 5月17日        | 巨大スーパーで激安戦争!?だコロン!                                                                         | 赤尾でこ            | 飯田馬之介                 | 山崎和男              | 井口忠一                                                                    | 巨大スーパー 「スットコ(STCO)」                                        |
| 第43話  | 5月24日        | 運動会でサルカニ合戦だコロン!                                                                             | 大久保昌弘          | 中村憲由                   | 徳本善信              | 古池敏也                                                                    | サルカニ町 町内運動会会場                                              |
| 第44話  | 5月31日        | 忍者の数は何人じゃ!?だコロン!                                                                             | 渡邊大輔            | 石平信司                   | 佐藤昌文              | 中谷友紀子                                                                  | 長野・雲隠忍者の里                                                     |
| 第45話  | 6月7日         | 七人のハイパーレスキューだコロン!                                                                         | 武上純希            | 石踊宏                     | 中島豊秋              | 高橋和徳                                                                    | ニューヨーク ブリックリン区                                            |
| 第46話  | 6月14日        | 大相撲ドロンボー場所だコロン!                                                                             | 本田雅也            | 江上潔                     | 堀内直樹              | 川口弘明                                                                    | 東京・両国こくご館                                                     |
| 第47話  | 6月21日        | オーストラリアでポチっとなだコロン!                                                                       | 武上純希            | 佐藤真人                   | 柳屋圭宏              | 武内啓 細川修平                                                             | オーストラリア北部準州 ウルル＝カタ・ジュタ国立公園 （スゲーゼロック） |
| 第48話  | 6月28日        | ヤッターメカ大図鑑だコロン!（特別編）                                                                     | 高橋ナツコ 本田雅也 | 羽多野浩平                 | 羽多野浩平            | 井口忠一                                                                    | 東京 ガンちゃんの家                                                    |
| 第49話  | 7月5日         | 砂漠にかかる天の川だコロン!                                                                               | 赤尾でこ            | 中村憲由                   | 徳本善信              | 古池敏也                                                                    | モロッコ                                                               |
| 第50話  | 7月12日        | その名もヤッタードラゴンなり!だコロン!                                                                    | 高橋ナツコ          | 石平信司                   | 鈴野貴一              | 中谷友紀子                                                                  | 伝説の世界                                                             |
| 第51話  | 7月19日        | ◎ドクハン!皆既日食でムキムキだコロン!                                                                     | 渡邊大輔            | 石踊宏                     | 中島豊秋              | 高橋和徳                                                                    | 鹿児島・アクセク島                                                     |
| 第52話  | 7月26日        | 闘牛バトルはモォーレツだコロン!                                                                           | 武上純希            | 橋本三郎                   | 堀内直樹              | 川口弘明                                                                    | スペイン・バルセロナ （サラダガ・パエリア）                            |
| 第53話  | 8月2日         | ◎ムフッ♥アフロの女神だコロン!                                                                             | 赤尾でこ            | 佐藤真人                   | 柳屋圭宏              | 井口忠一                                                                    | 地中海・キプロス島                                                     |
| 第54話  | 8月9日         | ホラ!穴の秘密だコロン!                                                                                    | 大久保昌弘          | 松園公                     | 榎本守                | 雨宮哲                                                                      | 富士の樹海の洞窟                                                       |
| 第55話  | 8月16日        | 最強ドクハン!アイの運勢急上昇!?だコロン!                                                                  | 渡邊大輔            | 中村憲由                   | 徳本善信              | 細川修平 可児里未                                                           | ドバーン海峡 （ドーバー海峡の隣）                                      |
| 第56話  | 8月23日        | 寝台特急オリオン出発進行だコロン!                                                                         | 高橋ナツコ          | 佐藤昌文                   | 佐藤昌文              | 中谷友紀子                                                                  | 鉄道アドベンチャーランド                                               |
| 第57話  | 9月6日         | ◎ムシゴロウの昆虫王国だコロン!                                                                            | 本田雅也            | 石踊宏                     | 中島豊秋              | 高橋和徳                                                                    | 南米・アマゾン川付近                                                   |
| 第58話  | 9月13日        | ◎ヤッターメカ全滅!だコロン!                                                                               | 武上純希            | 江上潔                     | 堀内直樹              | 川口弘明                                                                    | 鹿児島・霧島温泉郷                                                     |
| 第59話  | 9月20日        | ドクロベエ復活だコロン!                                                                                   | 渡邊大輔 菱田正和   | 菱田正和                   | 榎本守 柳屋圭宏       | 中武学 草間英興                                                             | 鹿児島・霧島温泉郷 ↓ ドクロ島 （ドクロベエのアジト）                   |
| 第60話  | 9月27日        | さらばドロンボー今度こそ解散だコロン!（最終話）                                                           | 高橋ナツコ 菱田正和 | 山崎和男 菱田正和          | 菱田正和              | 羽山賢二 髙田晃（作画監督補佐） 工原しげき（作画監督補佐）                  | ドクロ島                                                               |

※最終話のラストにおいては、「エヘッ♥ 水着だらけのビーチバレー対決! 何!? ドクロリングの次はドクロパンツ7枚!? だコロン!」というフェイクの次回予告が放送された（右上に「※この予告はウソです」と赤文字で表記されている）。

## 対戦メカ一覧
| 話数    | ビックリドッキリメカ   | ドロンボーメカ                 | ビックリシャックリメカ | 備考                                                                              |
| ------- | ---------------------- | ------------------------------ | ---------------------- | --------------------------------------------------------------------------------- |
| 第1話   | スパナメカ             | トウキョウダワー               |                        |                                                                                   |
| 第2話   | ハリセンメカ           | カンニンシテー                 |                        |                                                                                   |
| 第3話   | タンサンメカ           | ポップゴーン                   |                        |                                                                                   |
| 第4話   | ヨサクメカ             | ユキウサギーン                 |                        |                                                                                   |
| 第5話   | イレバメカ             | ガリガリキュイーン             |                        |                                                                                   |
| 第6話   | ネズミメカ             | フランパンシュタイン           |                        |                                                                                   |
| 第7話   | カガミメカ             | キンキラーキン                 |                        |                                                                                   |
| 第8話   | オマカセメカ           | ワダアッコー                   |                        |                                                                                   |
| 第9話   | ラクダメカ             | スフィンクスーン               |                        |                                                                                   |
| 第10話  | シロクマメカ           | サイゴードーン                 |                        |                                                                                   |
| 第11話  | キューピッドメカ       | キョーカイダー                 |                        |                                                                                   |
| 第12話  | ダーツメカ             | ドン・ルーレット               |                        |                                                                                   |
| 限定版1 | モリメカ               | ゴーゴーゴールデンコイノボラー |                        |                                                                                   |
| 限定版1 | カシワモチメカ         | ゴーゴーゴールデンコイノボラー |                        |                                                                                   |
| 第13話  | ブギョウメカ           | カモネギーン                   |                        |                                                                                   |
| 第14話  | バリカンメカ           | マンモップス                   |                        |                                                                                   |
| 第15話  | ヒトデメカ             | ヤドカリーン                   |                        |                                                                                   |
| 第16話  | ニョイボーメカ         | キンギンカクーン               |                        |                                                                                   |
| 第17話  | モグラメカ             | ワビサビーン                   |                        |                                                                                   |
| 第18話  | ビーダマメカ           | ブリキングゼット               |                        |                                                                                   |
| 第18話  | ベーゴマメカ           | ブリキングゼット               |                        |                                                                                   |
| 第18話  | メンコメカ             | ブリキングゼット               |                        |                                                                                   |
| 第19話  | シロアリメカ           | ボディビルダー                 |                        |                                                                                   |
| 第20話  | コザカナメカ           | キンギョーン→ピラニアメカ      |                        |                                                                                   |
| 第21話  | テブクロメカ           | アラビントビーン               |                        |                                                                                   |
| 第22話  | シチミメカ             | サヌキウッドーン               |                        |                                                                                   |
| 第23話  | カミナリオコシメカ     | カイテンゴンドラーン           |                        |                                                                                   |
| 第24話  | ナワトビメカ           | ウグイスノジョー               |                        | ビックリドッキリメカは、視聴者からの投稿                                          |
| 第25話  | なし                   | ダイオーイカーン               |                        |                                                                                   |
| 第25話  | ウナギメカ             | ゼータダイオーイカーン         |                        | ダイオーイカーンの改良版                                                          |
| 限定版2 | センザイメカ           | ダイドコロン'08                | ナマゴミメカ           | ダイドコロン'08は、旧作第1話のオマージュ ビックリドッキリメカは、視聴者からの投稿 |
| 限定版2 | タワッシーメカ         | ダイドコロン'08                | ナマゴミメカ           | ダイドコロン'08は、旧作第1話のオマージュ ビックリドッキリメカは、視聴者からの投稿 |
| 限定版2 | ハブラシメカ           | ダイドコロン'08                | ナマゴミメカ           | ダイドコロン'08は、旧作第1話のオマージュ ビックリドッキリメカは、視聴者からの投稿 |
| 限定版2 | イルカメカ             | ダイドコロン'08                | ナマゴミメカ           | ダイドコロン'08は、旧作第1話のオマージュ ビックリドッキリメカは、視聴者からの投稿 |
| 限定版2 | チュウシャキメカ       | ダイドコロン'08                | ナマゴミメカ           | ダイドコロン'08は、旧作第1話のオマージュ ビックリドッキリメカは、視聴者からの投稿 |
| 第26話  | バッタメカ             | コーコーQG                     |                        |                                                                                   |
| 第27話  | パーメカ               | エドハルミヨン                 |                        |                                                                                   |
| 第28話  | ナマハゲメカ           | サチコDX                       |                        |                                                                                   |
| 第29話  | シロクマメカ           | アイーッスホッケ               | コウテイペンギンメカ   |                                                                                   |
| 第30話  | コブタメカ             | モナオオカミーン               |                        |                                                                                   |
| 第31話  | モエメカ               | ガッQ イインチョー             | ナエメカ               |                                                                                   |
| 第32話  | コーヒーカップメカ     | バクハツメカ                   |                        | どちらも視聴者からの投稿                                                          |
| 第33話  | ヒョウタンメカ         | デブショー                     |                        |                                                                                   |
| 第34話  | ダルマメカ             | アッカンベッコー               | オキアガリコボシメカ   |                                                                                   |
| 第35話  | ヤシノキメカ           | イカリブターン                 |                        |                                                                                   |
| 第36話  | コッペパンメカ         | イチネンセイント               |                        |                                                                                   |
| 第37話  | ハンマーメカ           | ヒバコング                     |                        |                                                                                   |
| 第38話  | ノミメカ               | ゴンドラーネコ                 |                        |                                                                                   |
| 第39話  | ツルハシメカ           | カラオケラー                   |                        |                                                                                   |
| 第40話  | ドクターフィッシュメカ | スカンタコ'09                  |                        | スカンタコ'09は、旧作第35話のオマージュ                                           |
| 第41話  | パインメカ             | カメハメハメカ                 |                        |                                                                                   |
| 第42話  | サイフメカ             | レジスタンス                   |                        |                                                                                   |
| 第43話  | カニメカ               | ダミゴエモンキー               |                        |                                                                                   |
| 第43話  | クリメカ               | ダミゴエモンキー               |                        |                                                                                   |
| 第43話  | ハチメカ               | ダミゴエモンキー               |                        |                                                                                   |
| 第44話  | ガマメカ               | クジャクノイチ                 |                        |                                                                                   |
| 第45話  | シャボンメカ           | アイラブニューヨーク           |                        |                                                                                   |
| 第46話  | ヒヨコメカ             | スモモモモモモモモモタロー     |                        |                                                                                   |
| 第46話  | ヨコズナメカ           | スモモモモモモモモモタロー     |                        |                                                                                   |
| 第47話  | カモノハシメカ         | ヤカンガルー                   |                        |                                                                                   |
| 第49話  | アリジゴクメカ         | タナバッタモン                 |                        |                                                                                   |
| 第49話  | カゲロウメカ           | タナバッタモン                 |                        |                                                                                   |
| 第50話  | タケウマメカ           | ツチノコギリ                   |                        |                                                                                   |
| 第51話  | テンシメカ→メガミメカ  | ブルドーザーブルドッグ         |                        |                                                                                   |
| 第52話  | イブクロメカ           | ハラミギュターン               |                        |                                                                                   |
| 第53話  | ロブスターメカ         | アフロデイイッテ               |                        |                                                                                   |
| 第54話  | ハサミメカ             | ホラーアナグマ                 |                        |                                                                                   |
| 第55話  | メデタイメカ           | ウエディングケーキング         | ヨロコンブメカ         |                                                                                   |
| 第56話  | センロメカ             | ジョーキカンシャーク           |                        |                                                                                   |
| 第57話  | アリメカ               | オークニャカタ                 | キリギリスメカ         |                                                                                   |
| 第58話  | なし                   | リョーマゼヨン                 |                        |                                                                                   |
| 第60話  | アルバムメカ           | ドロンキング                   |                        |                                                                                   |

## 放送局
| 放送局                     | 放送期間                                                           | 放送日時                                                 | 放送系列       |
| -------------------------- | ------------------------------------------------------------------ | -------------------------------------------------------- | -------------- |
| 読売テレビ・日本テレビ系列 | 2008年1月14日 - 9月8日                                             | 月曜 19:00 - 19:30                                       | 日本テレビ系列 |
| 読売テレビ・日本テレビ系列 | 2008年11月10日 - 2009年3月16日                                     | 月曜 19:29.45 - 20:00                                    | 日本テレビ系列 |
| 読売テレビ・日本テレビ系列 | 2009年4月5日 - 9月27日                                             | 日曜 7:00 - 7:30                                         | 日本テレビ系列 |
| 日テレプラス               | 2009年10月23日 - 2010年3月26日 2010年4月22日 - 8月5日 2010年8月8日 | 金曜 19:30 - 20:00 木曜 19:00 - 19:50 日曜 12:00 - 13:20 | CS放送         |
| とちぎテレビ               | 2009年10月12日 - 2010年11月8日                                     | 月曜 17:00 - 17:30                                       | 独立局         |
| キッズステーション         | 2010年11月18日 - 2011年2月9日                                      | 月曜 - 金曜 18:00 - 18:27 ほか                           | CS放送         |
| 千葉テレビ放送             | 2013年1月21日 - 2014年3月17日 2013年4月1日（限定版1）              | 月曜 17:30 - 18:00 月曜 17:00 - 18:00                    | 独立局         |
| アニマックス               | 2013年4月3日 - 6月26日                                             | 月曜 - 金曜 17:00 - 17:30                                | CS放送         |

- 2008年11月24日放送の限定版2のみ、DVDに収録されていない。
- CS放送・独立局での放送では、幾つかイレギュラー対応を行っている。
  - 著作権の関係で放送されない回が存在する。通常放送5回分と限定版2回全てが放送されておらず、通常放送のみの全55話放送となっている[注 35]。特に外国映画にまつわる話を中心に放送されていない。放送されなかった回のうち、第3話は初めて本物のドクロリングが見つかった回でもある（上記局で見る場合、初めてのドクロリングは2個目にあたる第8話になり、これは全55回中6回目の放送に該当する）。放送されない通常放送回については、動画配信サービスなどにおいても同様である（限定版については、1のみが配信されている）。
    - 限定版1（みのもんた登場回）については、千葉テレビ放送のみ2013年4月1日に特番枠（17:00 - 18:00）を編成して放送した。

  - 第35話では、放送時間変更に関する台詞やテロップのあるシーンでは「この話は日本テレビで2009年3月16日に放送されたものです。」と断り書きのテロップを添えて放送された。
  - 実写劇場版・アニメ劇場版両方の映画宣伝部分については、放送局によって対応が分かれている。該当部分をカットして対応したところがある一方、そのまま放送したところもある。第33話での「今日のおしおきコーナー」内での櫻井の挨拶（実写版の宣伝）や、第53話 - 第56話のオマケのコーナー（アニメ劇場版の宣伝）が該当する。
- CSの日テレプラスは標準画質のみ（2011年10月にひかりTVを皮切りにハイビジョン化）だったが、ハイビジョン放送は2010年のキッズステーションでの放送以降対応している。
- テレビ岩手・福島中央テレビでは1977年版も放送していた（FCTでは他局より遅れて1987年に放送）。

## 派生映像作品

### 劇場版
『劇場版 ヤッターマン 新ヤッターメカ大集合! オモチャの国で大決戦だコロン!』
2009年3月に公開された実写版に続き、テレビシリーズの劇場版も2009年8月22日に松竹系にて公開。トイトイ王国を舞台に、映画オリジナルを含めヤッターメカ総出演が見どころで、特に映画オリジナルのヤッターキングは後半のクライマックスとして活躍する。また、ガンちゃんと父親との絆やヤッターワンの誕生についても語られる。
タイムボカンシリーズの劇場用新作アニメが上映されるのは、1981年3月14日公開の「東映まんがまつり」内で上映された『タイムパトロール隊オタスケマン アターシャの結婚披露宴!?』以来となる。上映時間は94分で、シリーズ初の長編映画でもある。
特別出演はオードリー（春日俊彰・若林正恭）。入場者特典としてヤッターマンサンバイザーが貰える。8月21・22日のぴあ映画満足度ランキングで1位に輝いている（2位は『ちゃんと伝える』、3位は『96時間』）。DVDは2009年12月19日に発売。レンタルも同日に開始。

#### ストーリー
トイトイ王国から招待されたヤッターマン一行は、おもちゃのテーマパーク「トイトイランド」でプラモン王子や国王、そしてパ・ズール大臣と出会う。わがままだが寂しがりのプラモン王子と遊ぶヤッターマンだが、謎のメカ・ヤッターゼロがヤッターワンを襲い、大ピンチに陥る。

#### 登場キャラクター（劇場版）
プラモン王子
声 - 沢城みゆき
トイトイ王国の王子。父親と遊べない寂しさを紛らわすためにわがままを言って周りを困らせていた。
ドクロベエの情報では、プラモン王子のペンダントの中にドクロリングが入っていると言われていたが、入っていたのは巨大な地球型ジグソーパズルの最後のピースだった。
ブリキン王
声 - 緒方賢一
トイトイ王国の国王で、プラモン王子の父。トイトイランドを作ったが息子と遊ぶ時間を作れないほど忙しい日々を送っている。
パ・ズール大臣
声 - 森川智之
トイトイ王国の大臣。ブリキン王に忠実な部下だが、その裏では地球を破壊できる宇宙釘を使い、密かに世界征服を企んでいる。6つのボタンに、あらゆる効果音の鳴るサウンドマシン（声 - 春日俊彰）をよく持ち歩いている。
たいていの場合「ズール」と呼ばれるが、その都度「パ・ズールです!」と訂正する。
ダンシング・フラワーメカ
声 - 若林正恭
いつもパ・ズールの傍にいるサングラスをかけた花型のメカ。毒舌家で、度々パ・ズールに小突かれている。
高田 徳兵衛（たかだ とくべえ）
声 - 菅生隆之
第1作目にもしばしば登場していたガンちゃんの父親。高田玩具店の店長を務めると共に、天才的な科学者でヤッターワンの設計をした人物でもある。名前の由来は第1作目のメインスポンサーのタカトクトイスから。初登場時の顔アップシーンはガッチャマンの南部博士のパロディである。
高田 ひとみ（たかだ ひとみ）
声 - 山下亜矢香
ガンちゃんの母親。同作品が初登場。
夫と共にトイトイ王国へ赴いていたが、自分は豪華エステに行っていたため、今回の事件のことは全く知らない。

#### 映画オリジナルメカ
ヤッターゼロ
声 - 山寺宏一
パ・ズール大臣が操る心を持たない戦闘メカ。高田徳兵衛がプラモン王子のために制作するも、パ・ズールの悪企みを知って途中で製作を中止するが、その後ボヤッキーが完成させる。武装は左腕がグレネードランチャー、右腕にマシンガン、尻尾が剣、口に火炎放射器、背中に電撃装置を装備。ステルス機能により姿を消すことも可能（未使用）。ヤッターゼロにもヤッターワンと同様、正義の心の結晶「メモリー」があり、ヤッターゼロが消滅した後も結晶は残された。
スペック
- 全長3メートル
- 総重量1.5トン
- 最高時速380キロ。

ヤッターコング
声 - 山寺宏一
高田徳兵衛が作ったアメフト選手風のゴリラ型メカ。腕に人を掴ませたまま移動ができ、ココングのためなら命がけで行動する。また、飛行も可能。メカの素はバナナ型。勝利のポーズはレイザーラモンHGの「フォー」。
スペック
- 全長3.5メートル
- 総重量4.5トン
- 最高時速180キロ。

ヤッターココング
声 - 山寺宏一
プラモン王子のボディーガード用に使った小猿型メカ。王子の居場所を探すことができ、オモッチャマに接続することでより広範囲の索敵が可能。コングがメカの素を食べた際にはファンファーレメカとしてシンバルを鳴らす。
スペック
- 全長90センチメートル
- 総重量40キログラム
- 最高時速70キロ。

ヤッターキング
声 - 山寺宏一
ヤッターワンとヤッターゼロが融合合体を果たした、奇跡の最強形態。登場した際の背景には字が途切れているものの、英語とローマ字で、左に「ヤッターゼロ」、右に「ヤッターワン」、下に「アイちゃん、ラブ」と書かれている。冷静沈着な性格で、語尾に「-キング」を付けて話す。2連装のウォーターガンと正義のシールドを装備。ウォータースクリーンで水のバリアを張る。必殺技はホースから出す水流を使ったウォーターサーベル。
映画公開前のOPでシルエットが公開されていたが、実際のものとは細かい形状が異なっていた。
テレビシリーズの終盤（第58話 - 最終話）でも登場。ダベンキメカ（声 - 三浦潤也）が召喚した便器に全てのヤッターメカが吸い込まれた際に、ヤッターゼロのメモリーを使って再度ヤッターワンからヤッターキングに変身した。
戦いが終わった後は元のヤッターワンの姿に戻った。
外観や中身の相違点は以下の通りだが、骨型メカの素・犬型ファンファーレメカもヤッターワンと同様、そのまま継承されている。
スペック
- 全長6メートル
- 総重量7トン
- 最高時速500キロ。

第1作目との相違点
- 頭のパトランプの形状。
- 腕やサイレンアンプやレバーがない。
- 4足形態の他、人型に近い2足形態に変形可能。
- ヤッターメカの搭載機能は付いていない。

アトラークッション
冒頭でドロンボーが行なっていたインチキ遊園地『ドロンボーランド』の中央のお城が変形したドロンボーメカ。頭部がクッションなので衝撃に強いほか様々な遊園地にちなんだ攻撃を得意とする。
最後はゾロメカから貰った風船により上空へ飛ばされた後、風船が割られ急落下して爆発した。

ゴールデンバー
パ・ズールより送られた金の延べ棒を外装として使った、延べ棒型ドロンボーメカ。しかし、あくまで移動用と割り切って製作されたため武器を搭載しておらず、ヤッターワンに手も足も出なかった。
最終的にレバーに挟み宇宙釘の足止めを行い、全てのコックピッドメカの挑発に煽られ激怒したパ・ズールのハンマーメカに潰され、金箔にされてしまう（ドロンボーは脱出）。しかし、この無駄撃ちが弱点への伏線と逆転の隙を与える切っ掛けを生み出した。
なお、このメカは『週刊少年マガジン』連載のルポマンガ『もう、しませんから』の担当編集者である小澤記者がテレビ版35話の取材にやってきた際、タツノコプロにプレゼンしたメカが基になっている。

ハンマーメカ
ボヤッキーがパ・ズールに唆される形で作ったメカで、頭部が巨大なハンマー状になったダチョウのような姿をしている。頭部のブースターで加速し宇宙釘を打ち、地球を破壊しようと企んだ。弱点は尻尾の部分に当たるレバーで、ここを上げられると頭部についたブースターが強制停止してしまう。
また、1発打ち込んだ後はチャージが必要という欠点もあり、ドロンボーを潰すべく無駄な攻撃をしたため、ヤッターマン側に逆転のチャンスを与えてしまった。
操縦席は1人乗りであるが、ゴールデンバーからの外部操作により様々なコックピットメカを出現させることが可能。また、頭部が破壊されても行動できる。また、あくまで攻撃手段は宇宙釘を打つのみなのでヤッターワンにはヤッターゼロ、他のヤッターメカ（ペリカン、アンコウ、モグラ、ドラゴン）には狂暴化させた恐竜パークの恐竜ロボットを護衛として送り込むことができる。最後は宇宙釘ごとヤッターキングに吹っ飛ばされた。
プレゼントメカ（仮称）
ハンマーメカを作っていたボヤッキーが、息抜きに作ったプレゼントの箱の形をしたメカで、事情を知らないパ・ズールは脅迫の材料として独断で世界中へと送った。
ドロンボーの離反に憤慨したパ・ズールはボタンによる遠隔操作で起動させたが、その中身は巨大なコックピットメカ（女子高生メカ）だった。

#### 用語・舞台
宇宙釘
遥か昔、宇宙の彼方から飛んできて地球に刺さった巨大な釘の形をした隕石。この釘が刺さったことによって、かつて一つだった大陸はバラバラとなり、地球は現在の姿になったとされている。もう一度同じ場所に釘を打つと、パズルのように地球がバラバラになってしまう。
実はパ・ズールによって、トイトイ王国の中心にそびえ立つトイトイタワーへと偽装されており、最後はヤッターキングによってハンマーメカ諸共、宇宙の彼方へ飛ばされた。
トイトイ王国
ブリキン王が治める国。
トイトイタワー
トイトイ王国の象徴であるランドマーク。その高さは1キロにも及ぶが、実は宇宙釘そのものだった。
トイトイランド
トイトイ王国を中心に、徳兵衛の設計で作られたおもちゃのテーマパーク。全部で7種類のパークが集まっている。パ・ズールが本性を現した際はパーク中のロボットたちが凶暴化、人々を閉じ込めていった。
近未来宇宙パーク
近未来の世界と宇宙をテーマにしたエリア。パ・ズールが本性を現した際は、SFシミュレーションに似たロボットや戦艦が攻撃を仕掛けるが、ヤッターペリカンが全て撃破した。
恐竜パーク
恐竜の時代を再現したエリアで、恐竜のぬいぐるみやロボットと遊ぶことができる。パ・ズールが本性を現した際は、ティラノサウルスとトリケラトプス型がアンコウとモグラ、プテラノドン型がペリカンとドラゴンに攻撃を仕掛けるが、ヤッターキングが全て撃破した。
デジタルパーク
テレビゲームの世界を再現したエリアで、あらゆるジャンルのゲームを楽しめる。パ・ズールが本性を現した際は、インベーダーゲームに似たメカが攻撃を仕掛けるが、ヘビーゲーマーのヤッターモグラが全て撃破した。
アミューズメントパーク
ガチャガチャやクレーンゲームなどのバラエティに富んだエリア。パ・ズールが本性を現した際は、人々の避難を誘導させていたヤッターアンコウをクレーンアームで攻撃を仕掛けるが、これを跳ね飛ばされた。
ファンタジーパーク
人形や童話の世界を再現したエリアで、体感RPGを楽しむことができる。パ・ズールが本性を現した際は、凶暴化した鬼型ロボットが襲い掛かったが、ヤッタードラゴンの電撃で全て破壊された。
テーブルゲームパーク
チェスを始めとするテーブルゲームや、世界中のあらゆるゲームをテーマにしたエリア。
王宮パーク
ブロックやパズルをテーマに、実物大で実際に動くおもちゃの電車や車がたくさん通っているエリア。
カラカラタウン
トイトイ王国の外れにある小さな町。この町に住む子供や大人はトイトイ王国に入れず、日々不満を募らせていたが、今回の事件でブリキン王とプラモン王子の活躍を知って考えを改め、和解に至った。その後、カラカラタウンの大人たちはブリキン王やヤッターコング・ココングと共にトイトイ王国の復興に協力し、子供たちはプラモン王子と仲良くなった。

#### スタッフ（劇場版）
- 企画 - 丸山公夫、成嶋弘穀、野田助嗣
- 原作 - 竜の子プロダクション
- キャラクターデザイン - 上北ふたご
- メカニックデザイン - 大河原邦男
- イメージボード - 徳山光俊
- コンセプトデザイン - やまだたかひろ
- 美術監督 - 中村典史
- 脚本 - 高橋ナツコ、渡邊大輔、菱田正和
- 色彩設計 - 永井留美子
- 撮影監督 - 入部章
- 編集 - 坂本久美子
- 音響監督 - 清水勝則
- 音楽 - 神保正明、山本正之、深澤秀行
- コンテンツプロデューサー：斎藤朋之、渡邊孝之、岩崎善浩、瀬戸麻理子
- プロデューサー - 永井幸治、栃平吉和
- チーフプロデューサー - 諏訪道彦
- 総監督 - 笹川ひろし
- 監督 - 菱田正和
- 絵コンテ - 松尾慎、阿部雅司、渡辺正樹、山崎和男、菱田正和
- 演出 - 小倉宏文、久城りおん、渡辺正樹、松尾慎、菱田正和
- 作画監督 - 羽山賢二、高田晃、柴田淳、大坪幸麿、中武学
- メカ作画監督 - 城前龍治、鈴木勤
- メカ作画監督補 - 橋本敬史、柿田英樹
- 作画チーフ：工原しげき、草間英興、小林有希子
- 音響効果 - 加藤昭二、鋤柄務、野口透（アニメサウンドプロダクション）
- アニメーション制作 - タツノコプロ
- 制作 - 劇場版アニメーション「ヤッターマン」製作委員会（読売テレビ放送、竜の子プロダクション、松竹、電通、読売テレビエンタープライズ、タカラトミー、Yahoo! JAPAN、ソニー・ミュージックエンタテインメント）
- 配給 - 松竹

#### 主題歌（劇場版）
オープニングテーマ「ヤッターマンの歌」
作詞 - 若林一郎 / 補作詞 / 作曲 - 山本正之 / 編曲 - 高見沢俊彦、本田優一郎
歌 - タカミーマン（レーベル - EMIミュージック・ジャパン / ヴァージン・ミュージック）
テレビシリーズで使用された楽曲のリミックス仕様。
エンディングテーマ「スマイライフ」
作詞・作曲 - AIMI / 編曲 - ステレオポニー、BOND×mw / 歌 - ステレオポニー（レーベル - gr8! records）
マクドナルドのコラボレーション企画で、エンディングでハッピーセット・ビートスターの楽器をヤッターマンとオモッチャマ、ヤッターメカが弾いている。
挿入歌
「ヤッターキング 2009夏!アニメ」
作詞・作曲 - 山本正之 / 編曲 - 深澤秀行 / 歌 - 山本まさゆき、ピンクピッギーズ
第1作目後期OPのリメイク。登場メカの変更にともない、歌詞が一部変更されている。テレビシリーズ第59話でも挿入歌として使用された。なお、当時病気療養中であった川上とも子がピンクピッギーズのメンバーとしてコーラスに参加している。
「天才ドロンボー 映画アニメ版」
作詞・作曲 - 山本正之 / 編曲 - 神保正明、深澤秀行 / 歌 - 小原乃梨子、八奈見乗児、たてかべ和也
一部歌詞が映画仕様にアレンジされている。

#### 備考
- モブキャラクターとして科学忍者隊ガッチャマンや、ハクション大魔王、腐男塾、ザクやムサイ似のメカ、黒ひげ危機一発などが見られ、本編終了後のエピローグにおけるドクロベエのおしおきも、黒ひげ危機一発がモチーフになっている。

### 映像ソフト化
- テレビシリーズ全話のDVDは2008年6月13日 - 2010年3月26日発売。全21巻。

### ヤッターマン×トウシバ
2008年9月まで本番組のスポンサーとして参加していた東芝が、公式サイト内にて公開していた全12話のWebアニメ。
アニメ制作にはAdobe Flashが用いられ、大河原邦男の書き下ろしによる自社製品をモチーフにしたオリジナルメカなどが登場する。ストーリーはテレビシリーズのそれと同様であるが、ドクロリングならぬLSIの形をしたドクロチップを手に入れる展開となっており、ヤッターメカのパワーアップアイテムであるメカの素がICチップが組み込まれたセミコンメカの素に変更されている。南明奈が本人役でオモッチャマと共演するバージョンもあり、第8話でもゲスト出演している。また、全12話終了後に番外編が5本作られている。
サイトについても、2009年5月29日に1度目の、2009年11月16日に2度目の、2010年9月30日に3度目のリニューアルが行われた。リニューアル後は第12話（最終話）と番外編1は公開終了、第11話までの各エピソードも「トウシバメカダイジェスト編」として、ビックリドッキリメカとドロンボーメカの対決部分のみの公開に移行した。また、パズルと折り紙はリニューアル後も引き続き公開していたが、ドクロベエとのチャット「ママよりこわーいオーディションだべぇ」は終了した。2009年11月30日の「東芝1号機を救え!だコロン!」エピローグ公開後、しばらく新作は作られていなかったが、2010年9月のリニューアルの際に、新作「謎かけコロン対決だコロン!」が公開された。以上の各コンテンツの公開は2011年2月に「ヤッターマン×トウシバ」のページが閉鎖されるまで続けられた。

#### サブタイトル（全12話）
1. パワー・メタブレインで高画質だコロン!
2. 1台4役のすぐれものだコロン!
3. 真空圧縮で輝くゴハンだコロン!
4. 夢の二大スター競演だコロン!
  - ゲストキャラとして、東芝製の携帯電話のイメージマスコットキャラクターである「トウシバ犬」と骨をモチーフにしたマスコットキャラクターの「ホネ子」が登場する。
5. ツイン冷却で新鮮野菜だコロン!
6. きれいな空気で大清快だコロン!
7. ずっとそっとのサイクロンだコロン!
8. マイクロメモリで楽しい思い出（メモリー）だコロン!
9. ヒートポンプで純白ふんわり仕上げだコロン!
10. 石窯オーブンは恋の味だコロン!
11. プライドをかけた戦いだコロン!
12. 発見! スンバらしいお宝だコロン!（最終話）

#### サブタイトル（番外編）
ビューティフルでフルチェンジだコロン!（番外編1）
2009年2月に、実写版映画の公開記念で制作。
ゲストとして実写版アイちゃん役の福田沙紀が本人役として出演し、アニメ版のアイちゃんと協力してドロンボー一味と戦った。
デンキの街で大決戦だコロン!（番外編2）
2009年6月に、上記劇場版映画の公開記念で制作。
ここでは、全12話および番外編1で登場した自社製品をモチーフにしたビックリドッキリメカ（トウシバメカオールスターズ）が全て出動している（これらのメカは、ヤッターワンが「ワクチン入りセミコンメカの素」でパワーアップしたことにより出現したもの。しかもヤッターマン基地内でビックリドッキリメカを発生させている。）。テレビシリーズでは放送時間変更後は「ドクちゃんの豆知識」がなくなってしまったが、同話数限定で「ドクちゃん豆知識」と名前を変えて復活しており、話の核心ともなっている。
栄光のエコポイントだコロン!（番外編3）
2009年8月に、エコポイントに関するテーマで作成されたもの。
ドロンボー一味が、無駄使いやリサイクルに逆行した行為をすることで「ドクロポイント」を貯めると、お宝が手に入るというストーリー（だが、カード自体が期限ぎれだった）。同作品のビックリドッキリメカは「グリーン家電チーム　エコポイント精鋭部隊」と呼ばれ、第1話のレグザメカ、第5話のレイゾウコメカ、第6話のダイセイカイメカが登場している。
東芝1号機を救え!だコロン!（番外編4）
東芝の歴史をテーマにしたもので、2009年11月16日にプロローグのみ公開し、同年11月30日にミニストーリー8話とエピローグを公開。
東芝科学館を訪ねたガンちゃんとアイちゃんが、科学館に展示されている万年自鳴鐘のピンチを聞きつけ、東芝1号機（全部で8体）を救うため、8つの時代へタイムスリップする。恋愛や減量などに悩む東芝1号機たちと共に、トウシバメカオールスターズも消えてしまった。最初にプロローグを見て、東芝1号機をモチーフにしたメカを助ける8つのストーリーを全部見ると、エピローグを見ることができる仕組みである。登場する時代と東芝1号機メカ・対応するトウシバメカオールスターズは以下のとおり。なお、この話以降、基本的にドロンボー一味およびヤッターメカは登場しない。
なお、2010年9月30日のサイトリニューアル以後は、8つのストーリーを全部見なくてもエピローグの閲覧が可能である。
- 1890年　白熱電球メカ - ネオボールゼットリアルプライドメカ（第11話）
- 1894年　電気扇風機メカ - ダイセイカイメカ（第6話）
- 1930年　電気洗濯機メカ - ヒートポンプドラムメカ（第9話）
- 1930年　電気冷蔵庫メカ - レイゾウコメカ（第5話）
- 1931年　電気掃除機メカ- クワイエメカ（第7話）
- 1955年　自動式電気釜メカ - ホオンガマメカ（第3話）
- 1960年　カラーテレビメカ - レグザメカ（第1話）
- 1985年　ラップトップ型PCメカ - コスミオメカ（第2話）

謎かけコロン対決だコロン!（番外編5）
2009年まで、「コロン」といえばおかしの「コロン」、コロンブス、オーデコロン以上にオモッチャマが有名だったが、2010年になってWコロンが有名になったために、知名度の低さを感じたオモッチャマが、Wコロンを楽屋から連れ出し、なぞかけで対決を挑む。この話ではドロンボー一味はなぞかけのお題で登場しているのみで、ガンちゃん・アイちゃんは登場せず、ナレーションも山寺ではなくWコロンの木曽さんちゅうが務めている。
この対決がきっかけで、オモッチャマとWコロンで「トリプルコロン」を結成。2010年10月6日には、東芝の合成音声エンジン（Studio ToSpeak）を利用した「トリプルコロンのなぞかけ道場」のサイトを開設し、サイト閲覧者からのなぞかけを募集している。投稿されたなぞかけは、ねづっちの声で再生される。お題は週替わりで7つ設定される（サイト閉鎖に伴い、お題は2011年1月で終了）。

### 3D映画
『ヤッターマン THE 3D』
東京タワーフットタウン3階「スペースワックス」で2008年6月28日-2009年12月28日まで開催された3D立体映像アトラクション。上映時間約13分。オリジナルストーリーで、ドロンボーメカとビックリドッキリメカは3D用オリジナルメカとなっている。

### プラネタリウム映画
『ヤッターマン 星空大作戦だコロン!!』
コニカミノルタプラネタリウム配給で2009年6月より上映されているプラネタリウム上映作品、上映時間約30分。ダイヤモンドよりも744倍も珍しいドクロスターのために宇宙へと飛び出す。

### アラシ★タツノコ
『アラシ★タツノコ animation film of Believe』
2009年3月4日からドワンゴで着うたフル配信開始された、『ジャニーズ×タツノコ』による嵐の新曲で実写映画版の主題歌でもある『Believe』のPVコラボレーションオリジナルアニメ。2009年10月28日に発売された『5×10 All the BEST! CLIPS 1999-2009』にはノーカット版が収録されている。嵐のメンバーがタイムボカンの主人公たちの声を担当しており、ヤッターマン1号とドロンボー一味の戦いにタイムボカンシリーズの4人のヒーローが助っ人に駆けつけるといった内容で、オリジナルデザインのヤッターワンも登場する。

#### キャスト
- ヤッターマン1号 - 櫻井翔[注 38]
- ヤットデタマン - 二宮和也
- 丹平(タイムボカン) - 大野智
- オタスケマン1号 - 相葉雅紀
- ゼンダマン1号 - 松本潤

## メディアミックス
放送と連動する形で、以下のメディアミックスが展開されている。

### コミックス
- ただいま参上!!ヤッターマン - 『コロコロイチバン!』2007年7月号（第14号）から2009年11月号まで連載（難波孝が作画）。
- ヤッターマン外伝 ボケボケボヤッキー - 『月刊コロコロコミック』2008年2月号から2010年1月号まで連載。また、『別冊コロコロコミック』でも連載され、こちらは2008年6月号から2010年2月号まで連載された（萬屋不死身之介が作画）。ボヤッキーを主役としたスピンオフ作品である。
- ヤッターマン  - 『テレまんがヒーローズ』2008年春号から2009年夏号まで連載（あおきけい&みかまるが作画）。
- ヤッターマン  - 小学館の学年別学習雑誌 『小学一年生』・『小学二年生』・『小学三年生』2008年4月号から2009年まで連載（こしたてつひろが作画）。
- ヤッターマン デンゲキ大作戦 - 『デンゲキニンテンドーDS』2008年5月号から2009年まで連載（帯ひろ志が作画）。全2巻。

### ゲーム
コンシューマーゲーム
- ヤッターマンDS ビックリドッキリ大作戦だコロン（2008年4月発売。ニンテンドーDS用、タカラトミー）
- ヤッターマンDS2 ビックリドッキリアニマル大冒険（2008年10月発売。ニンテンドーDS用、タカラトミー）
- ヤッターマンWii ビックリドッキリマシンで猛レースだコロン（2008年12月発売。Wii用、タカラトミー）

モバイルゲーム
- アクションメカバトル ヤッターマン - 2008年10月配信。ケムコによりS!アプリ、iアプリにて先行配信。EZアプリ（BREW3.1）より配信。ヤッターマンの世界観を再現したバトルシミュレーションゲーム。[8][9]
- ヤッターマン×ボンバーマン[10] - 2008年11月27日よりハドソンによりEZアプリ（BREW3.1/4.0）にて先行配信。のちにiアプリにも配信開始。ボンバーマンとのコラボレーションを実現した対戦型ゲームアプリでBluetoothインターフェイスを搭載したauの一部のKCP+対応端末に限り、対人対戦が可能な「対戦モード」に対応する。本アプリにはモグラ叩きと同じ要領で携帯電話のテンキーを押し、制限時間内に画面上のおだてブタを叩いていくミニゲーム『ドロンボーのピコっとな♪』が付属する。[11]